# Filipe II de Espanha
Filipe II & I (em castelhano:  Felipe II; 21 de maio de 1527 – 13 de setembro de 1598) foi Rei da Espanha (1556-1598), Rei de Portugal e dos Algarves (1580-1598), Rei de Nápoles, Sicília e Sardenha (ambos de 1554) e jure uxoris Rei da Inglaterra e Irlanda (durante seu casamento com Maria I de 1554 a 1558). Ele também foi Duque de Milão, e a partir de 1555, Senhor dos Países Baixos.
Filho do Imperador Romano-Germânico e rei dos reinos espanhóis Carlos V e Isabel de Portugal, Filipe foi chamado Felipe el Prudente ("Filipe, o Prudente") nos reinos espanhóis; seu império incluía territórios em todos os continentes então conhecidos pelos europeus, incluindo seu homônimo nas Filipinas. Durante seu reinado, os reinos espanhóis alcançaram o auge de sua influência e poder. Isso às vezes é chamado de Século de Ouro Espanhol.
Filipe liderou um regime altamente alavancado por dívidas, tendo falido em 1557, 1560, 1569, 1575 e 1596. Esta política foi em parte a causa da declaração de independência que criou a República Holandesa em 1581. Em 31 de dezembro de 1584, Filipe assinou o Tratado de Joinville, com Henrique I, duque de Guise, em nome da Liga Católica; consequentemente, Filipe forneceu uma considerável concessão anual à liga durante a década seguinte para manter a guerra civil na França, com a esperança de destruir os calvinistas franceses. Católico devoto, Filipe se considerava o defensor da Europa católica contra o Império Otomano islâmico e a Reforma Protestante. Ele enviou uma armada para invadir a Inglaterra protestante em 1588, com o objetivo estratégico de derrubar Isabel I de Inglaterra e restabelecer o catolicismo lá; mas foi derrotado em uma escaramuça em Gravelines (norte da França) e depois destruído por tempestades enquanto circulava as Ilhas Britânicas para retornar à Espanha. No ano seguinte, o poder naval de Filipe conseguiu se recuperar após a falha da invasão da Armada Inglesa na Espanha.
Sob Filipe, cerca de 9 mil homens por ano, em média, eram recrutados da Espanha; em anos de crise, o total pode subir para 20 mil. Entre 1567 e 1574, quase 43 mil homens deixaram a Espanha para lutar na Itália e nos Países Baixos (atualmente Bélgica, Luxemburgo e Países Baixos).
Ele foi descrito pelo embaixador veneziano Paolo Fagolo em 1563 como "De leve estatura e rosto redondo, com olhos azuis pálidos, lábio um tanto proeminente e pele rosada, mas sua aparência geral é muito atraente". O embaixador continuou dizendo: "Ele se veste com muito bom gosto, e tudo o que faz é cortês e gracioso". Além de Maria I, Filipe se casou três vezes e ficou viúvo quatro.

## Primeiros anos
Filho do sacro imperador romano-germânico Carlos V (Carlos I de Espanha) e da sua esposa, Isabel de Portugal, Filipe nasceu na capital castelhana de Valladolid em 21 de maio de 1527 no Palácio de Pimentel, de propriedade de Bernardino Pimentel (o primeiro Marquès de Távara). A cultura e a vida cortesania de Castela foram uma influência importante em seus primeiros anos de vida. Ele foi orientado por Juan Martínez Silíceo, o futuro arcebispo de Toledo. Filipe demonstrou aptidão razoável em artes e letras. Mais tarde, ele estudou com tutores mais ilustres, incluindo o humanista Juan Cristóbal Calvete de Estrella. Embora Filipe tivesse um bom domínio sobre o latim, o espanhol e o português, ele nunca conseguiu igualar seu pai, Carlos V, como poliglota.
Enquanto Filipe também era um arquiduque alemão da Casa de Habsburgo, ele era visto como estrangeiro no Sacro Império Romano. O sentimento era mútuo. Filipe sentiu-se culturalmente espanhol; ele nasceu em Castela e foi criado na corte castelhana, sua língua nativa era o espanhol, e ele preferia viver nos reinos espanhóis. Isso acabaria por impedir sua sucessão ao trono imperial.

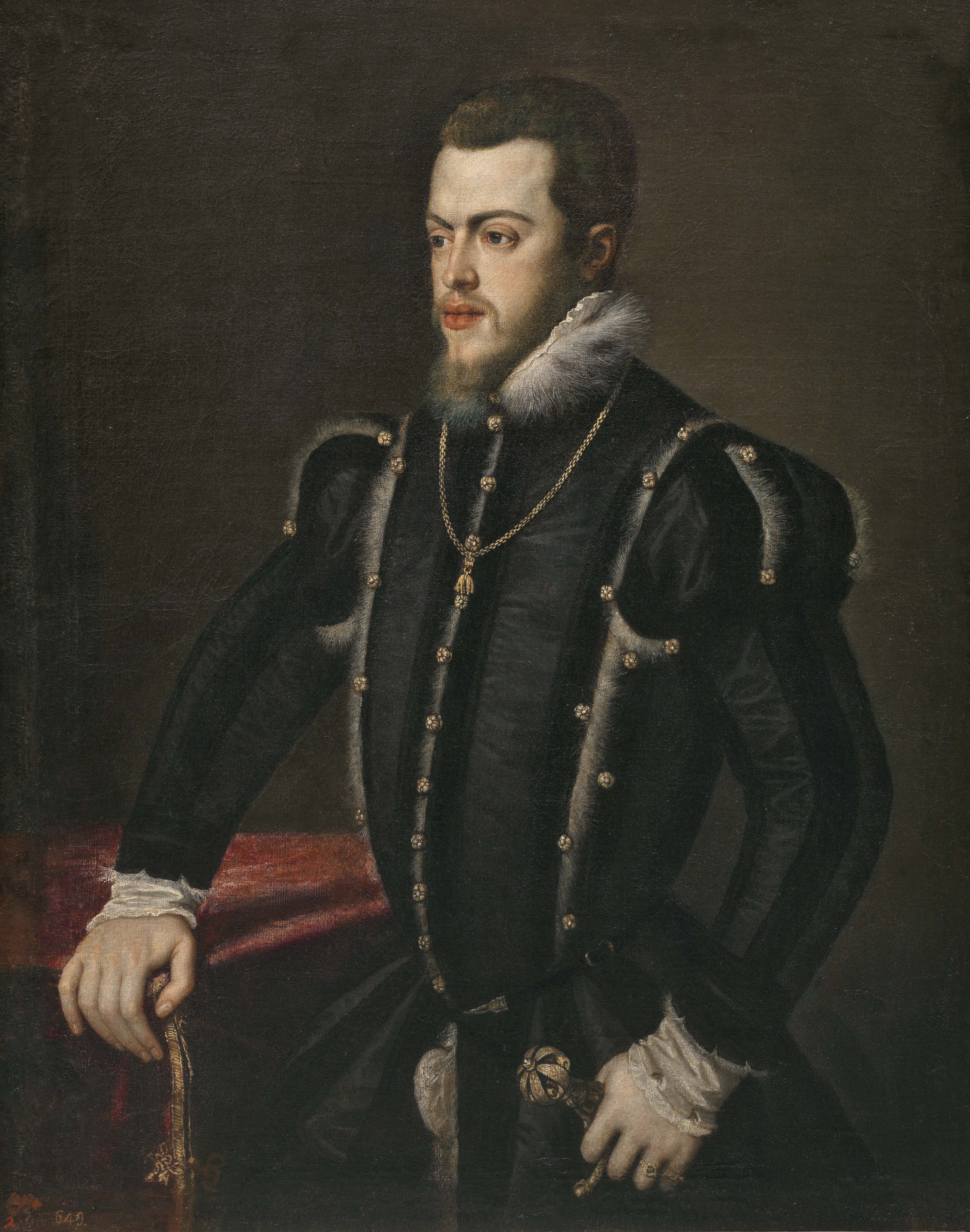
Filipe II retratado por Ticiano c. 1550

Em abril de 1528, quando Filipe tinha onze meses, recebeu o juramento de fidelidade como herdeiro da coroa das Cortes de Castela. Desde então, até a morte de sua mãe Isabel, em 1539, ele foi criado na corte real de Castela, sob os cuidados de sua mãe e de uma de suas damas portuguesas, Dona Leonor de Mascarenhas, a quem ele era devotadamente ligado. Filipe também estava perto de suas duas irmãs, Maria e Joana, e de seus dois pajens, o nobre português Rui Gomes da Silva e Luis de Requesens y Zúñiga, filho de seu governador Juan de Zúñiga. Esses homens serviriam a Filipe durante toda a vida, assim como Antonio Pérez, seu secretário de 1541. O treinamento marcial de Filipe foi realizado por seu governador, Juan de Zúñiga, um nobre castelhano que serviu como comendador de Castela. As lições práticas de guerra foram supervisionadas pelo duque de Alba Fernando Álvarez de Toledo durante as guerras italianas. Filipe esteve presente no cerco de Perpignan em 1542, mas não viu ação, pois o exército espanhol de Alba derrotou decisivamente as forças francesas sitiantes sob o delfim da França. No caminho de volta a Castela, Filipe recebeu o juramento de lealdade das cortes aragonesas em Monzón. Seu treinamento político havia começado um ano antes, sob seu pai, que havia achado seu filho estudioso, grave e prudente além de seus anos, e decidiu treinar e iniciá-lo no governo dos reinos espanhóis. As interações do rei-imperador com seu filho durante sua estada em Castela o convenceram da precocidade de Filipe na condição de estadista, então ele decidiu deixar em suas mãos a regência dos reinos espanhóis em 1543. Filipe, que havia sido nomeado duque de Milão em 1540, começou a governar o mais extenso império do mundo aos dezesseis anos.
Carlos deixou seu filho com conselheiros experientes — especialmente o secretário Francisco de los Cobos e o general duque de Alba. Filipe também recebeu instruções escritas extensas que enfatizavam "piedade, paciência, modéstia e desconfiança". Esses princípios de Carlos foram gradualmente assimilados por seu filho, que cresceria e se tornaria grave, possesso e cauteloso. Pessoalmente, Filipe falava baixo e tinha um autodomínio gelado; nas palavras de um de seus ministros, "ele tinha um sorriso que foi cortado por uma espada".

## Reinado

### Política interna

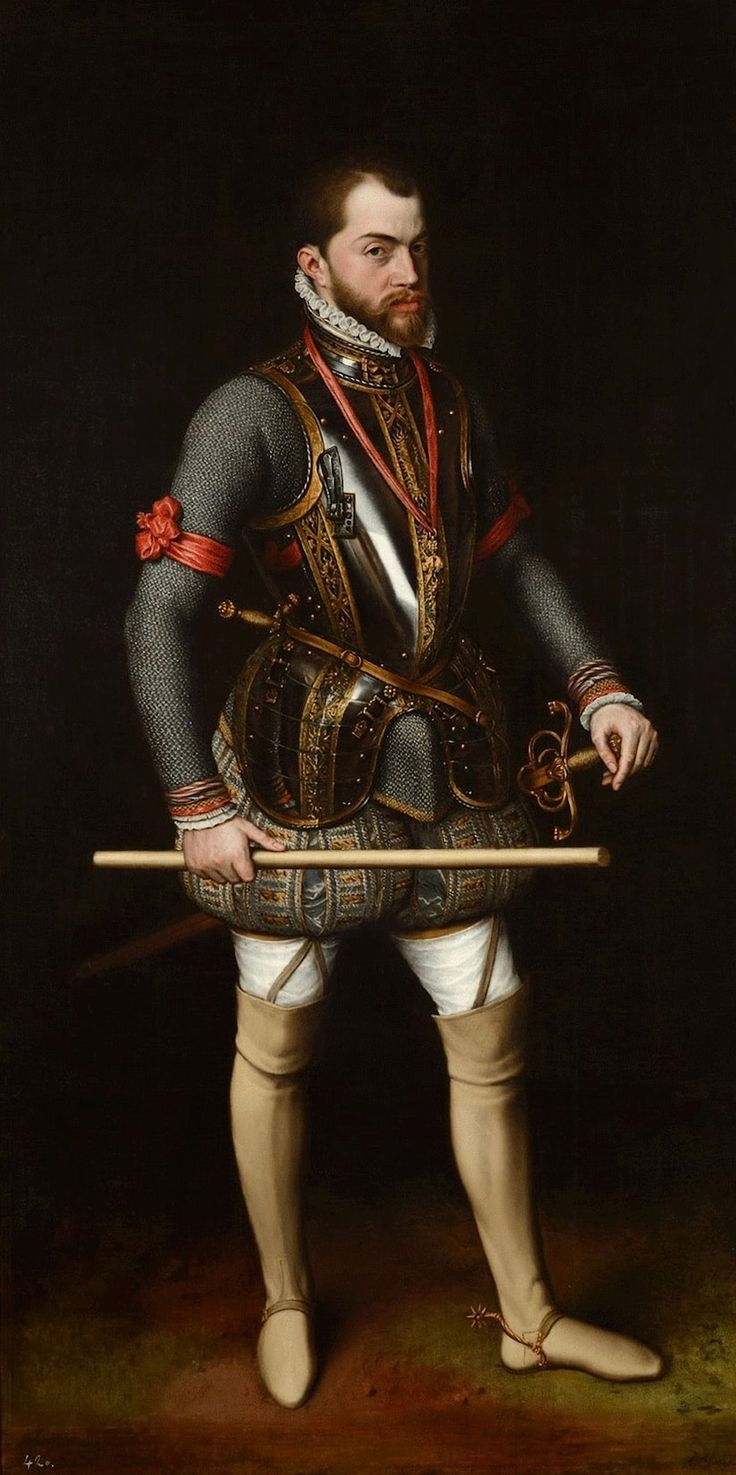
Filipe II da Espanha por António Mouro

Depois de morar na Países Baixos nos primeiros anos de seu reinado, Filipe II decidiu retornar a Castela. Embora às vezes descrito como um monarca absoluto, Filipe enfrentou muitas restrições constitucionais à sua autoridade, influenciadas pela crescente força da burocracia. O Império Espanhol não era uma única monarquia com um sistema legal, mas uma federação de reinos separados, cada um zelosamente guardando seus próprios direitos contra os da Casa de Habsburgo. Na prática, o rei frequentemente achava sua autoridade anulada pelas assembleias locais e sua palavra era menos eficaz que a dos senhores locais.
Filipe levou vários títulos como herdeiro dos reinos e impérios espanhóis, incluindo o Príncipe das Astúrias. O mais novo reino constituinte do império era Navarra, um reino invadido por Fernando II de Aragão principalmente com tropas castelhanas (1512) e anexado a Castela com status ambíguo (1513). A conquista de Navarra continuou até 1528 (Tratados de Madri e Cambrai). Carlos V propôs terminar as hostilidades com o rei Henrique II de Navarra — o legítimo monarca de Navarra — casando seu filho Filipe com a herdeira de Navarra, Joana III de Navarra. O casamento forneceria uma solução dinástica para a instabilidade em Navarra, tornando-o rei de toda a cidade de Navarra e príncipe do independente do Bearne, além de senhor de grande parte do sul da França. No entanto, a nobreza francesa sob Francisco I se opôs ao acordo e terminou com sucesso as perspectivas de casamento.
Carlos recomendou que seu filho devolvesse o reino. Tanto o imperador Carlos quanto seu filho Filipe II falharam em respeitar a natureza eletiva (contratual) da coroa de Navarra e consideravam o reino garantido. Isso provocou uma tensão crescente não apenas com o rei Henrique II de Françae a rainha Joana III, mas também com o Parlamento da Navarra espanhola (Cortes, Os Três Estados) e a Diputación por violar as leis específicas do reino (fueros) — violação do pactum subjectionis ratificado por Fernando II. As tensões em Navarra vieram à tona em 1592, após vários anos de desacordos sobre a agenda da sessão parlamentar pretendida.
Em novembro de 1592, o parlamento de Aragão se revoltou contra outra violação das leis específicas do reino, de modo que o Procurador Geral do reino, Juan de Lanuza, foi executado por ordem de Filipe II, com seu secretário Antonio Perez tendo que partir em exílio para a França. Em Navarra, as principais fortalezas do reino foram guarnecidas por tropas alheias ao reino (castelhanos), em violação conspícua das leis de Navarra, e o parlamento há muito se recusava a prometer lealdade ao filho e herdeiro de Filipe II sem uma cerimônia adequada. Em 20 de novembro de 1592, uma sessão fantasmagórica do parlamento foi convocada, pressionada por Filipe II, que havia chegado a Pamplona à frente de uma força militar não especificada e com um único ponto em sua agenda — a participação na sessão ficou em branco na ata: nomeações ilegais de oficiais castelhanos de confiança e imposição de seu filho como futuro rei de Navarra na Catedral de Santa Maria. Uma cerimônia foi realizada diante do bispo de Pamplona a 22 de novembro, mas seu procedimento e termos costumeiros foram alterados. Os protestos eclodiram em Pamplona, mas foram reprimidos.
Filipe II também enfrentou o problema da grande população de mouriscos nos reinos espanhóis, que às vezes eram convertidos à força ao cristianismo por seus antecessores. Em 1569, a Rebelião das Alpujarras eclodiu na região de Granada no sul, desafiando as tentativas de suprimir os costumes mouros. Filipe ordenou a expulsão dos moriscos de Granada e sua dispersão para outras províncias.
Apesar de seus imensos domínios, os reinos espanhóis tinham uma população escassa que rendia uma renda limitada à coroa (em contraste com a França, por exemplo, que era muito mais populosa). Filipe enfrentou grandes dificuldades em aumentar os impostos, e a coleta foi em grande parte destinada aos senhores locais. Ele conseguiu financiar suas campanhas militares apenas tributando e explorando os recursos locais de seu império. O fluxo de renda do Novo Mundo provou ser vital para sua política externa militante, mas mesmo assim seu tesouro várias vezes enfrentou falência.
A cultura espanhola floresceu durante o reinado de Filipe, começando o "Século de Ouro Espanhol", criando um legado duradouro na literatura, na música e nas artes visuais. Uma das artistas mais notáveis da corte de Filipe II foi Sofonisba Anguissola, que ganhou fama por seu talento e seu papel incomum como mulher artista. Ela foi convidada para a corte de Madri em 1559 e foi escolhida para ser uma funcionária de Isabel Clara Eugênia (1566–1633). Anguissola também se tornou uma dama de companhia e pintora da corte da rainha Isabel de Valois. Durante seu tempo como pintora da corte, Anguissola pintou muitos retratos oficiais da família real, um afastamento dos seus retratos pessoais anteriores.

### Economia

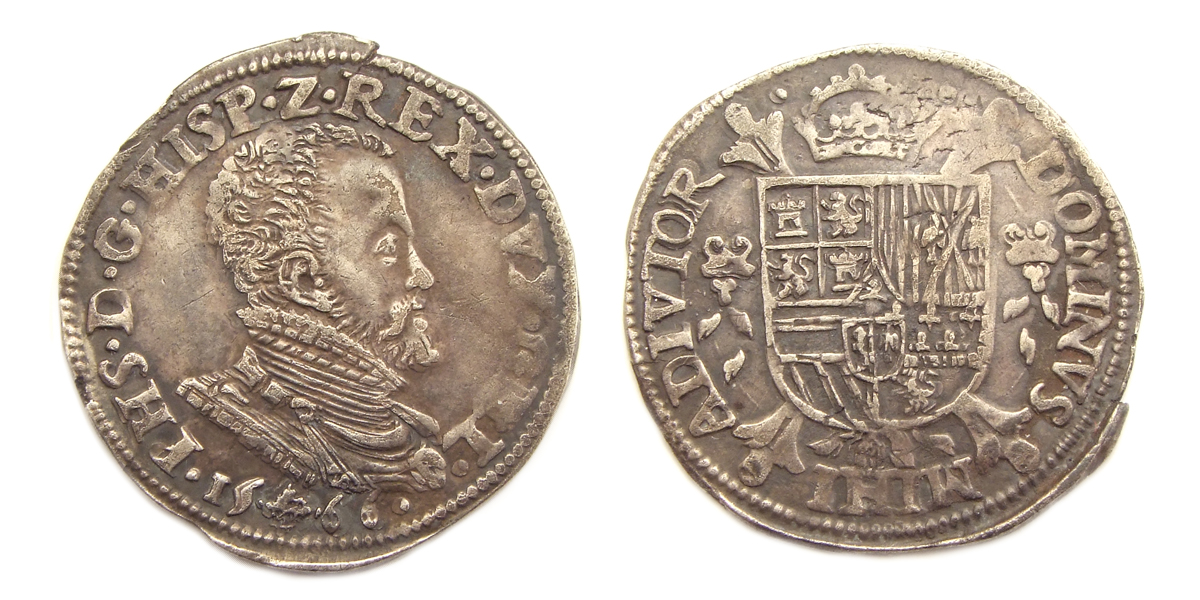
Retrato de Felipe II em uma moeda feita em 1566, Guelders, Países Baixos

Carlos V havia deixado seu filho com uma dívida de cerca de 36 milhões de ducados e um déficit anual de 1 milhão de ducados. Essa dívida causou a inadimplência de Filipe em empréstimos nos anos de 1557, 1560, 1575 e 1596 (incluindo dívida com a Polônia, conhecida como somas napolitanas). Os credores não tinham poder sobre o rei e não podiam forçá-lo a pagar seus empréstimos. Esses padrões foram apenas o começo dos problemas econômicos da Espanha, uma vez que seus reis falhariam mais seis vezes nos próximos 65 anos. Além de reduzir as receitas estatais para expedições no exterior, as políticas domésticas de Filipe II sobrecarregaram ainda mais os reinos espanhóis e, no século seguinte, contribuiriam para o seu declínio, segundo alguns historiadores.
Os reinos espanhóis estavam sujeitos a diferentes assembleias: as Cortes em Castela, a assembleia em Navarra e uma para as três regiões de Aragão, que preservavam os direitos e as leis tradicionais da época em que eram reinos separados. Isso fez com que os reinos espanhóis e seus bens fossem difíceis de governar, ao contrário da França, que embora dividida em estados regionais, possuía um único Estado-Geral. A falta de uma assembleia suprema viável levou à falta de poder nas mãos de Filipe II, especialmente como gerente e árbitro final do conflito constante entre autoridades diferentes. Para lidar com as dificuldades decorrentes dessa situação, a autoridade era administrada por agentes locais nomeados pela coroa e vice-reis, executando as instruções da coroa. Filipe II achou necessário envolver-se nos detalhes e presidiu conselhos especializados em assuntos estatais, finanças, guerra e Inquisição.
Filipe II jogou grupos um contra o outro, levando a um sistema de freios e contrapesos que administrava os negócios de maneira ineficiente, até o ponto de prejudicar os negócios estatais, como no caso de Perez. Após um incêndio em Valladolid, em 1561, ele resistiu aos pedidos de mudança de sua corte para Lisboa, um ato que poderia ter restringido a centralização e a burocracia no mercado interno, bem como um governo relaxado no Império como um todo. Em vez disso, com a tradicional sede real e primazia de Toledo agora essencialmente obsoleta, ele mudou sua corte para o reduto castelhano de Madri. Exceto por um breve período sob Filipe III de Espanha, Madri permaneceu a capital da Espanha. Foi nessa época que Filipe II converteu o Alcázar Real de Madri em um palácio real. As obras, que duraram de 1561 a 1598, foram realizadas por comerciantes vindos dos Países Baixos, Itália e França.
O rei Filipe II governou um momento decisivo na história da Europa em direção à modernidade, enquanto seu pai Carlos V havia sido forçado a um regime itinerante como rei medieval. Ele dirigiu principalmente assuntos de Estado, mesmo quando não estava na Corte. De fato, quando sua saúde começou a falhar, ele trabalhou em seus aposentos no Palácio-Mosteiro-Panteão de El Escorial que ele havia construído em 1584, um edifício construído como um monumento ao papel da Espanha como um centro do mundo cristão. Mas Filipe não desfrutou da supremacia que o rei Luís XIV de França teria no século seguinte, nem essa regra era necessariamente possível em sua época. As ineficiências do estado espanhol e a indústria restritamente regulamentada sob seu governo eram comuns a muitos países contemporâneos. Além disso, a dispersão dos mouriscos de Granada — motivada pelo medo de apoiar uma invasão muçulmana — teve sérios efeitos negativos sobre a economia, particularmente nessa região.

### Política externa

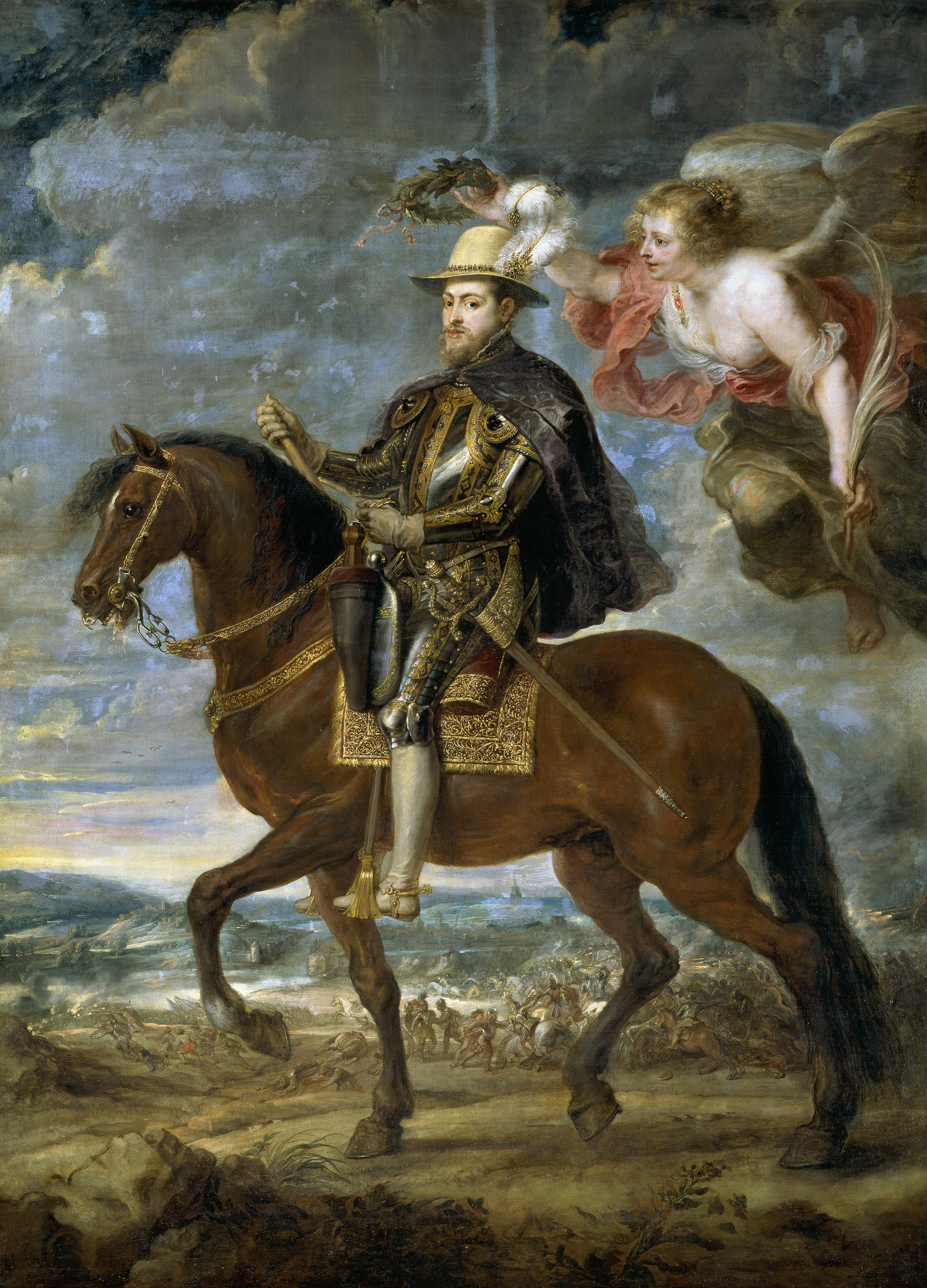
Retrato equestre de Filipe II por Peter Paul Rubens

As políticas externas de Filipe foram determinadas por uma combinação de fervor católico e objetivos dinásticos. Ele se considerava o principal defensor da Europa católica, tanto contra os turcos otomanos quanto contra as forças da Reforma Protestante. Ele nunca cedeu à luta contra a heresia, defendendo a fé católica e limitando a liberdade de culto em seus territórios. Esses territórios incluíam seu patrimônio na Holanda, onde o protestantismo havia se enraizado profundamente. Após a revolta dos Países Baixos em 1568, Filipe empreendeu uma campanha contra a heresia e a secessão holandesas. Também arrastou os ingleses e os franceses às vezes e se expandiu para a Renânia alemã na Guerra de Colónia. Essa série de conflitos durou o resto de sua vida. O envolvimento constante de Filipe nas guerras europeias causou danos significativos ao tesouro e causou dificuldades econômicas à Coroa e até falências.
Em 1588, os ingleses derrotaram a Armada Espanhola de Filipe, frustrando sua invasão planejada do país para restabelecer o catolicismo. Mas a guerra com a Inglaterra continuou pelos dezesseis anos seguintes, em uma série complexa de lutas que incluiu França, Irlanda e a principal zona de batalha, os Países Baixos. Não terminaria até que todos os protagonistas principais, inclusive ele próprio, tivessem morrido. Antes, porém, depois de vários contratempos em seu reinado e, especialmente, de seu pai, Filipe conseguiu uma vitória decisiva contra os turcos em Lepanto, em 1571, com a frota aliada da Liga Sagrada, que ele havia posto sob o comando de seu irmão ilegítimo, João da Áustria. Ele também garantiu com sucesso sua sucessão ao trono de Portugal.
No que diz respeito às posses estrangeiras de Filipe, em resposta às reformas impostas pelas Ordenanças, foram distribuídos extensos questionários a todas as principais cidades e regiões da Nova Espanha chamadas relaciones geográficas. Essas pesquisas ajudaram a monarquia espanhola a governar essas conquistas no exterior com mais eficácia.

#### Itália
Carlos V abdicou do trono de Nápoles para Filipe em 25 de julho de 1554, e o jovem rei foi investido no reino (oficialmente chamado "Nápoles e Sicília") em 2 de outubro pelo Papa Júlio III. A data da abdicação de Carlos do trono da Sicília é incerta, mas Filipe foi investido neste reino (oficialmente "Sicília e Jerusalém") em 18 de novembro de 1554 por Júlio. Em 1556, Filipe decidiu invadir os Estados papais e manter território temporariamente ali, talvez em resposta à perspectiva anti-espanhola do Papa Paulo IV. Segundo Filipe II, ele estava fazendo isso em benefício da Igreja.
Em uma carta de Francisco de Vargas à princesa viúva de Portugal, regente dos reinos espanhóis, de 22 de setembro de 1556, está escrito: 
Eu relatei à Vossa Alteza o que está acontecendo aqui, e até onde o Papa está indo em sua fúria e vãs imaginações. Sua Majestade não poderia fazer outra coisa senão cuidar de sua reputação e domínio. Estou certo de que Vossa Alteza terá notícias mais recentes do duque de Alva, que entrou em campo com um excelente exército e penetrou tão longe no território do papa que sua cavalaria está invadindo até 16 quilômetros de Roma, onde há pânico que a população teria fugido se os portões não estivessem fechados. O papa ficou doente de raiva e estava com febre no dia 16 deste mês. Os dois irmãos Carafa, o cardeal e o conde Montorio, não concordam, e eles e Piero Strozzi não estão tão bem quanto antes. Eles gostariam de discutir a paz. O melhor seria que o Papa morresse, pois ele é o veneno na raiz de todo esse problema e muito mais que possa ocorrer. A intenção de Sua Majestade é apenas arrancar a faca da mão desse louco e fazê-lo voltar ao senso de sua dignidade, agindo como o protetor da Santa Sé, em nome de quem e do Colégio de Cardeais, sua Majestade proclamou publicamente que apreendeu tudo o que está ocupando. O Papa está agora enviando novamente aos potentados da Itália em busca de ajuda. Espero que ele ganhe tão pouco como no passado e que os franceses se acalmem. Que Deus nos dê a paz no final, como suas Majestades desejam e merecem!
Em resposta à invasão, o papa Paulo IV pediu uma intervenção militar francesa. Após brigas menores no Lácio e perto de Roma, Fernando Álvarez de Toledo (duque de Alba e vice-rei de Nápoles) conheceu o cardeal Carlo Carafa e assinou o tratado de Cave como um compromisso: as forças francesas e espanholas deixaram os estados papais e o papa declarou um ponto neutro posição entre a França e os reinos espanhóis.
Filipe levou os reinos espanhóis para a fase final das guerras italianas. Um avanço espanhol dos Países Baixos para a França, levou à importante vitória na Batalha de Saint-Quentin, em 1557. Os franceses foram derrotados novamente na Batalha de Gravelines, em 1558. O Tratado de Cateau-Cambresis resultante em 1559 garantiu Piemonte ao Ducado de Saboia e Córsega à República de Gênova. Tanto Gênova quanto Saboia eram aliados da Espanha e, embora Saboia posteriormente tenha declarado sua neutralidade entre a França e a Espanha, Gênova permaneceu um aliado financeiro crucial para Filipe durante todo o seu reinado. O tratado também confirmou o controle direto de Filipe sobre Milão, Nápoles, Sicília e Sardenha. Portanto, todo o sul da Itália estava sob domínio direto espanhol. A Sicília e Nápoles eram vice-reis da Coroa de Castela, enquanto a Sardenha fazia parte da Coroa de Aragão. No norte, Milão era um ducado do Sacro Império Romano, mantido por Filipe. Ligado ao Reino de Nápoles, o Estado dos Presídios na Toscana, deu a Filipe a possibilidade de monitorar o tráfego marítimo para o sul da Itália. O Conselho da Itália foi criado por Filipe para coordenar seu governo sobre os estados de Milão, Nápoles e Sicília. Por fim, o tratado encerrou as guerras de Franco-Habsburgo de 60 anos pela supremacia na Itália. Também marcou o início de um período de paz entre o Papa e Filipe, à medida que seus interesses europeus convergiam, embora as diferenças políticas permanecessem e os contrastes diplomáticos acabassem ressurgindo.
No final das guerras em 1559, a Espanha dos Habsburgo havia sido estabelecida como a principal potência da Europa, em detrimento da França. Na França, Henrique II foi fatalmente ferido em uma justa realizada durante as celebrações da paz. Sua morte levou à adesão de seu filho Francisco II, de 15 anos, que logo morreu. A monarquia francesa foi lançada em turbulência, que aumentou ainda mais com a eclosão das guerras religiosas francesas, que durariam várias décadas. Os estados da Itália foram reduzidos a potências de segunda categoria e Milão e Nápoles foram anexados diretamente a Aragão. A morte de Maria Tudor, em 1558, permitiu que Filipe selasse o tratado casando-se com a filha de Henrique II, Isabel de Valois, dando-lhe mais tarde uma reivindicação ao trono da França em nome de sua filha por Isabel, Isabel Clara Eugénia.

#### França

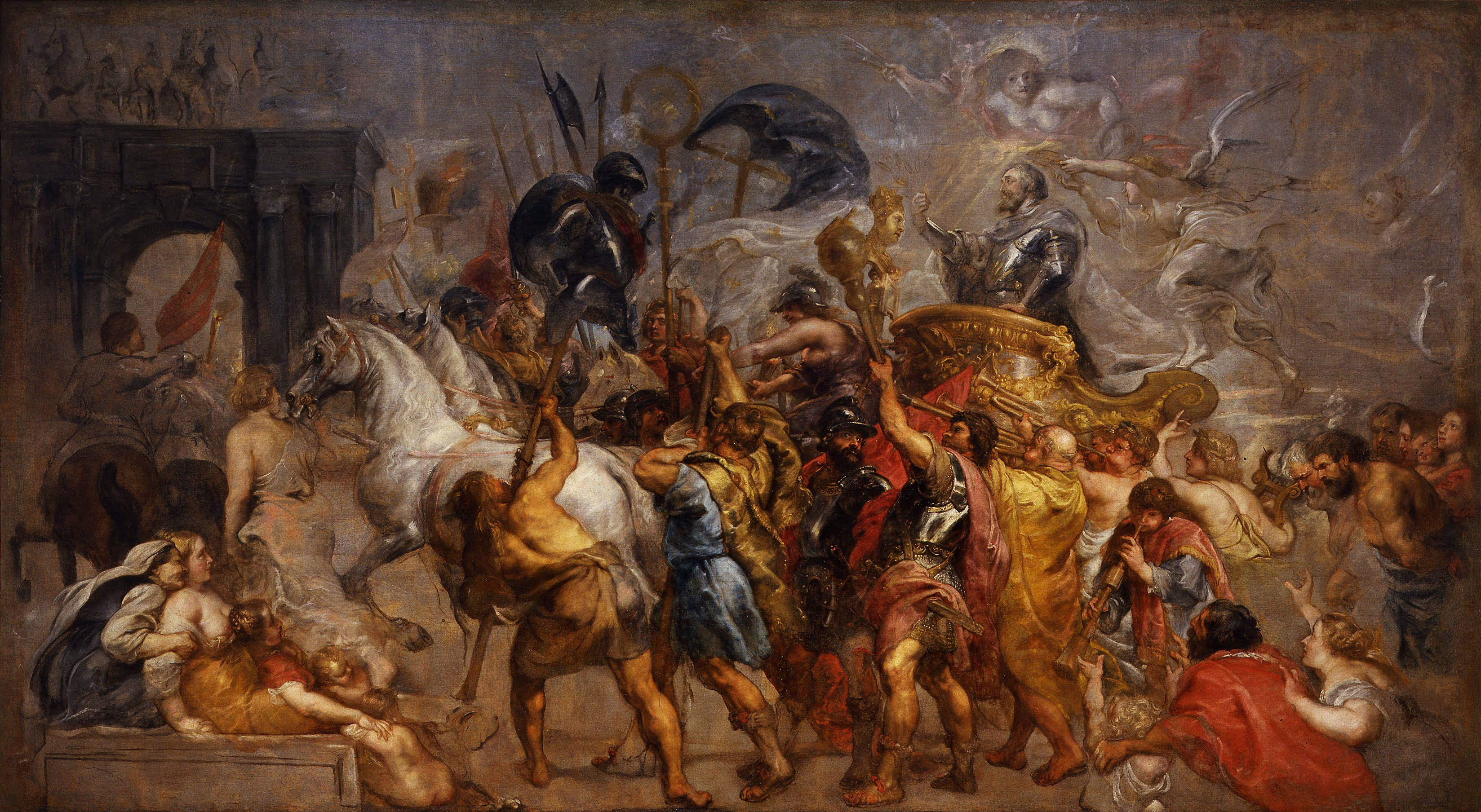
Entrada triunfal de em Paris, por Rubens. Desde o reinado de Henrique II que França enfrentava problemas religiosos que foram agravados com o início da regência de Catarina de Médici e o reinado fraco de seus filhos. Quando do assassinato de sem herdeiros, Henrique de Navarra, que era protestante, subiu no trono francês, o que alarmou a Espanha.

As guerras religiosas francesas (1562-1598) foram travadas principalmente entre católicos e protestantes franceses (huguenotes). O conflito envolveu disputas entre facções entre as casas aristocráticas da França, como a Casa de Bourbon e a Casa de Guise (Lorena), e ambos os lados receberam assistência de fontes estrangeiras.
Filipe assinou o Trégua de Vaucelles com Henrique II de França em 1556. Com base nos termos desse tratado, o território do Franco-Condado, na Borgonha, seria entregue a Filipe. No entanto, o tratado foi quebrado logo depois. A França e os reinos espanhóis travaram guerra no norte da França e na Itália nos anos seguintes. As vitórias espanholas em St. Quentin e Gravelines levaram ao Tratado de Cateau-Cambresis, no qual a França reconheceu a soberania espanhola sobre o Franco-Condado.
Durante a Guerra da Sucessão Portuguesa, o pretendente António fugiu para a França após suas derrotas e, como os exércitos de Filipe ainda não haviam ocupado os Açores, navegou para lá com uma grande frota anglo-francesa sob Filippo Strozzi, exilado florentino a serviço de França. A Batalha naval da Terceira ocorreu em 26 de julho de 1582, no mar perto dos Açores, na ilha de São Miguel, como parte da Guerra da Sucessão Portuguesa e da Guerra Anglo-Espanhola (1585-1604). A marinha espanhola derrotou a frota anglo-francesa combinada que navegou para preservar o controle dos Açores sob António. O contingente naval francês foi a maior força francesa enviada ao exterior antes da idade de Luís XIV.
A vitória espanhola na Terceira foi seguida pela Batalha dos Açores entre os portugueses leais ao requerente António, apoiados por tropas francesas e inglesas, e as forças hispano-portuguesas leais a Filipe comandadas pelo almirante Don Álvaro de Bazán. A vitória nos Açores completou a incorporação de Portugal Império Espanhol.
Filipe financiou a Liga Católica durante as Guerras Religiosas Francesas. Ele interveio diretamente nas fases finais das guerras (1589-1598), ordenando o duque de Parma na França, em um esforço para derrubar Henrique IV, e talvez sonhando em colocar sua filha favorita, Isabel Clara Eugenia, no trono francês. Isabel de Valois, a terceira esposa de Philip e a mãe de Isabel, já havia cedido qualquer reivindicação à coroa francesa com seu casamento com Filipe. No entanto, o Parlamento de Paris, no poder do partido católico, deu o veredicto de que Isabel Clara Eugenia era "o soberano legítimo" da França. As intervenções de Filipe na luta — enviar o duque de Parma para encerrar o cerco de Paris feito por Henrique IV em 1590 e o cerco de Rouen em 1591/1592 — contribuíram para salvar a causa das ligas católicas francesas contra uma monarquia protestante.
Em 1593, Henrique IV concordou em se converter ao catolicismo; Cansados da guerra, a maioria dos católicos franceses mudou para o seu lado contra o núcleo duro da Liga Católica, que foram retratados pelos propagandistas de Henrique como fantoches de um monarca estrangeiro, Filipe. No final de 1594, alguns membros da Liga ainda estavam trabalhando contra Henrique em todo o país, mas todos contavam com o apoio da Coroa Espanhola. Portanto, em janeiro de 1595, Henrique declarou oficialmente guerra à coroa espanhola, para mostrar aos católicos que Filipe estava usando a religião como cobertura de um ataque ao estado francês e aos protestantes que ele não havia se tornado um fantoche da coroa espanhola por meio de sua conversão, enquanto espera reconquistar grandes partes do norte da França das forças católicas franco-espanholas.
A vitória francesa na Batalha de Fontaine-Française, na Borgonha, em 5 de junho de 1595, marcou o fim da Liga Católica na França. Os franceses também fizeram alguns progressos durante uma invasão da Holanda espanhola. Eles capturaram Ham e massacraram a pequena guarnição espanhola, provocando raiva entre as fileiras espanholas. Os espanhóis lançaram uma ofensiva concertada naquele ano, levando Doullens, Cambrai e Le Catelet; em Doullens, eles massacraram 4 000 de seus cidadãos. Em 24 de abril de 1596, os espanhóis também conquistaram Calais. Após a captura espanhola de Amiens em março de 1597, a Coroa Francesa a sitiou até conseguir reconquistar Amiens das forças espanholas sobrecarregadas em setembro de 1597. Henrique então negociou uma paz com a coroa espanhola. A guerra só foi levada ao fim oficial, no entanto, após o edito de Nantes, com a Paz de Vervins, em maio de 1598.
O Tratado de Vervins de 1598 foi em grande parte uma reafirmação da paz de Câteau-Cambrésis em 1559 e as forças e subsídios espanhóis foram retirados; enquanto isso, Henrique publicou o edito de Nantes, que oferecia um alto grau de tolerância religiosa para os protestantes franceses. As intervenções militares na França, portanto, falharam em expulsar Henrique do trono ou suprimir o protestantismo na França, e ainda assim tiveram um papel decisivo em ajudar a causa católica francesa a obter a conversão de Henrique, garantindo que o catolicismo continuasse sendo a fé oficial e majoritária da França — assuntos de suma importância para o devoto rei espanhol católico.

#### Mediterrâneo
No início de seu reinado, Filipe estava preocupado com o crescente poder do Império Otomano sob Solimão, o Magnífico. O medo do domínio islâmico no Mediterrâneo o levou a adotar uma política externa agressiva.
Em 1558, o almirante turco Piale Paxá capturou as Ilhas Baleares, causando especialmente grandes danos a Menorca e escravizando muitos súditos de Filipe, enquanto invadia as costas do continente espanhol. O Rei apelou ao papa e a outras potências da Europa para pôr fim à crescente ameaça otomana. Desde as perdas de seu pai contra os otomanos e contra Khizr Reis em 1541, as principais potências marítimas europeias no Mediterrâneo, a coroa espanhola e Veneza, hesitaram em confrontar os otomanos. O mito da invencibilidade turca estava se tornando uma história popular, causando medo e pânico entre o povo.

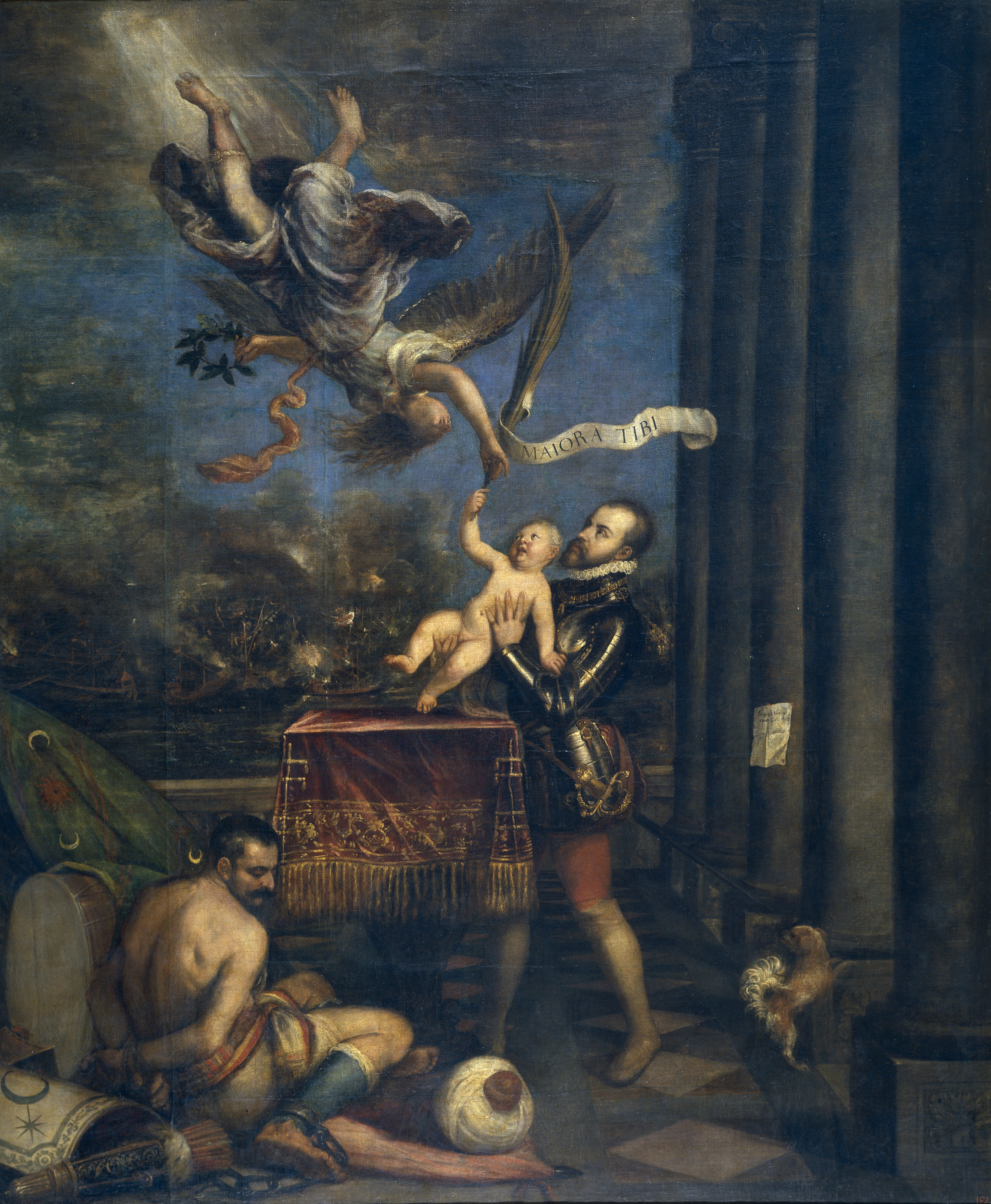
Filipe II oferecendo Dom Fernando à Vitória, de Ticiano

Em 1560, Filipe II organizou uma Liga Sagrada entre os reinos espanhóis e a República de Veneza, a República de Gênova, os Estados Papais, o Ducado de Sabóia e os Cavaleiros de Malta. A frota conjunta foi montada em Messina e consistia em 200 navios (60 galés e 140 outros navios), transportando um total de 30 mil soldados sob o comando de Giovanni Andrea Doria, sobrinho do famoso almirante genovês Andrea Doria.
Em 12 de março de 1560, a Liga Sagrada capturou a ilha de Djerba, que tinha uma localização estratégica e podia controlar as rotas marítimas entre Argel e Trípoli. Em resposta, Solimão enviou uma frota otomana de 120 navios sob o comando de Piale Paxá, que chegou a Djerba em 9 de maio de 1560. A batalha durou até 14 de maio de 1560, e as forças de Piale e Dragute Arrais (que se juntaram a Paxá no terceiro dia da batalha) conquistaram uma vitória esmagadora na Batalha de Djerba. A Liga Sagrada perdeu 60 navios (30 galés) e 20 mil homens, e Giovanni Andrea Doria mal conseguiu escapar com um pequeno navio. Os otomanos retomaram a Fortaleza de Djerba, cujo comandante espanhol, Dom Álvaro de Sande, tentou escapar com um navio, mas foi seguido e, finalmente, capturado por Dragute Arrais. Em 1565, os otomanos enviaram uma grande expedição a Malta, que sitiou vários fortes da ilha, levando alguns deles. Os espanhóis enviaram uma força de socorro, que finalmente expulsou o exército otomano da ilha.
A grave ameaça representada pelo crescente domínio otomano do Mediterrâneo foi revertida em uma das batalhas mais decisivas da história, com a destruição de quase toda a frota otomana na Batalha de Lepanto, em 1571, pela Liga Sagrada sob o comando do meio-irmão de Filipe, Dom João de Áustria. Uma frota enviada por Filipe, novamente comandada por Dom João, reconquistou Tunis dos otomanos em 1573. Os turcos logo reconstruíram sua frota e, em 1574, Uluç Ali Reis conseguiu recuperar Túnis com uma força de 250 galés e um cerco que durou 40 dias. Milhares de soldados espanhóis e italianos se tornaram prisioneiros. No entanto, Lepanto marcou uma reversão permanente no equilíbrio do poder naval no Mediterrâneo e o fim da ameaça do controle otomano. Em 1585, um tratado de paz foi assinado com os turcos.

#### Estreito de Magalhães

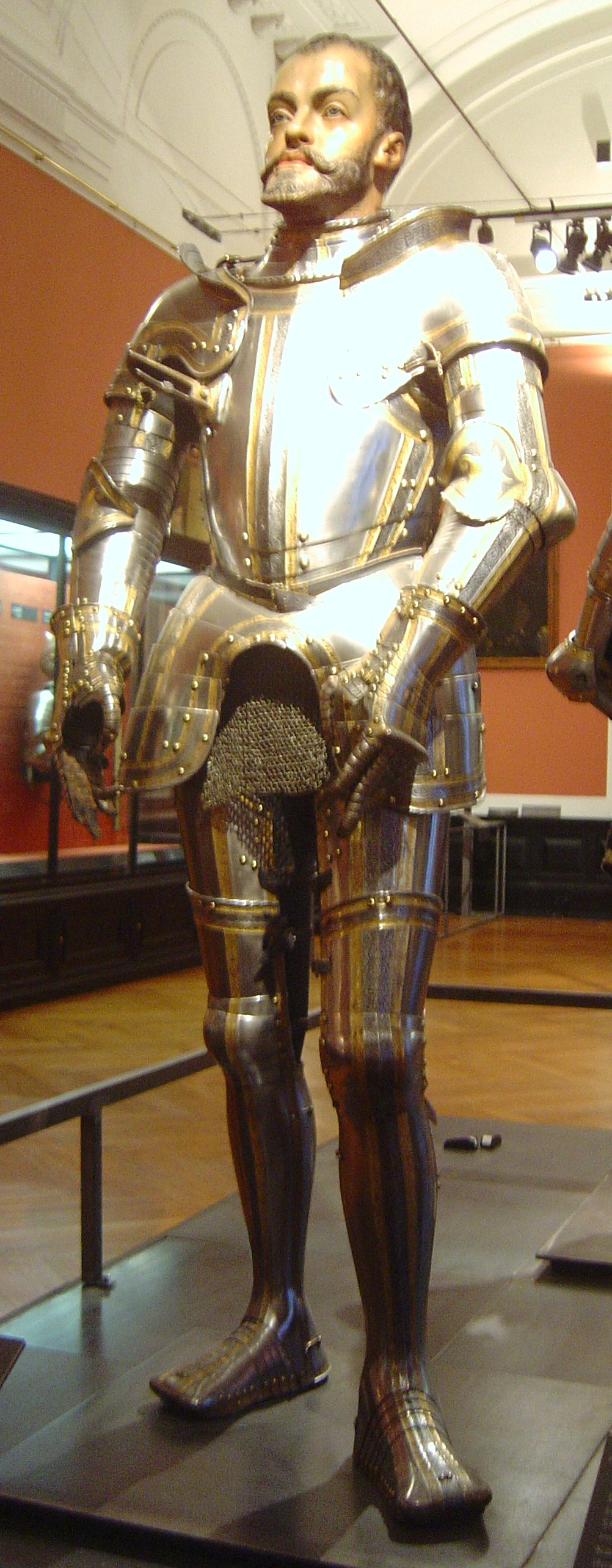
Armadura de Filipe II

Durante o reinado de Filipe, a Espanha considerou o Oceano Pacífico um mare clausum, ou seja, um mar fechado a outras potências navais. Sendo a única entrada conhecida pelo Atlântico, o Estreito de Magalhães foi por vezes patrulhado por frotas enviadas para impedir a entrada de navios não espanhóis.
Para acabar com a navegação de potências rivais no Estreito de Magalhães, o vice-rei espanhol Francisco de Toledo ordenou que Pedro Sarmiento de Gamboa explorasse o estreito e estabelecesse assentamentos em suas margens.
Em 1584, Pedro Sarmiento de Gamboa fundou duas colônias no estreito: Nombre de Jesús e Ciudad del Rey Don Felipe. Este último foi estabelecido ao norte do estreito com 300 colonos.
As novas colónias sofriam de elevadas taxas de mortalidade, provavelmente como consequência de execuções, brigas, encontros violentos com povos indígenas e doenças que eram abundantes. Uma causa que contribuiu para o fracasso das povoações pode ter sido o baixo moral, um problema que atormentou o empreendimento quase desde o início. Isso pode ser explicado em parte por uma série de dificuldades que a expedição teve de passar entre a saída de Espanha e a chegada ao estreito. A inação de Filipe II, apesar dos repetidos apelos de Sarmiento para ajudar a colônia em dificuldades, foi atribuída à pressão sobre os recursos de Espanha que resultou das guerras com a Inglaterra e com os rebeldes holandeses.
Em 1587, os corsários ingleses renomearam a Ciudad del Rey Don Felipe de Puerto del Hambre, ou Porto da Fome. A maioria dos colonos morreu de frio ou fome. Quando Sir Thomas Cavendish desembarcou no local de Rey Don Felipe em 1587, ele encontrou apenas ruínas do assentamento. O fracasso espanhol na colonização do Estreito de Magalhães fez com que o Arquipélago de Chiloé assumisse o papel de proteger a Patagônia ocidental de intrusões estrangeiras. Valdivia e Chiloé atuaram como sentinelas, sendo centros onde os espanhóis coletavam informações de toda a Patagônia.

#### Revolta na Holanda

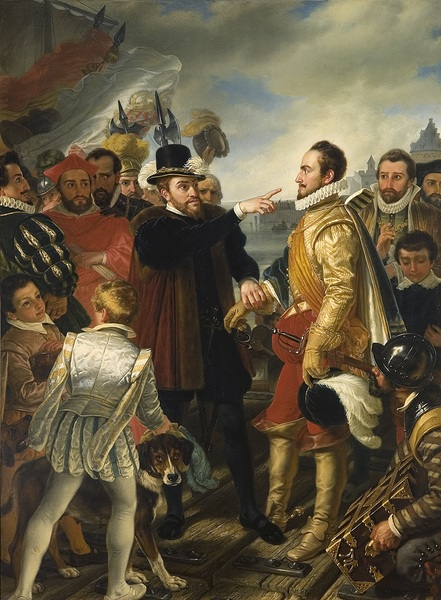
Filipe II repreendendo Guilherme de Orange, por Cornelis Kruseman

O domínio de Filipe nas Dezessete Províncias, conhecido coletivamente como Holanda, enfrentou muitas dificuldades, levando à guerra aberta em 1568. Ele nomeou Margarida de Parma como Governadora da Holanda, quando deixou os Países Baixos para os reinos espanhóis em 1559, mas a forçou a ajustar a política aos conselhos do cardeal Granvelle, que não gostava muito da Holanda, depois de insistir em controle sobre os eventos na Holanda, apesar de mais de duas semanas de viagem em Madri. Havia um descontentamento na Holanda em relação às exigências tributárias de Filipe e à incessante perseguição aos protestantes. Em 1566, os pregadores protestantes provocaram tumultos anticlericais conhecidos como Fúria dos Iconoclastas; em resposta à crescente influência protestante, o exército do Duque de Alba entrou em ofensiva. Em 1568, Alba executou dois nobres flamengos na praça central de Bruxelas, alienando ainda mais a aristocracia local. Havia massacres de civis em Mechelen, Naarden, Zutphen e Haarlem. Em 1571, Alba ergueu na Antuérpia uma estátua de bronze de si mesmo, pisoteando os rebeldes holandeses sob os cascos de seus cavalos, lançados a partir do canhão derretido saqueado pelas tropas espanholas após a Batalha de Jemmingen, ocorrida em 1568. Ele foi modelado em imagens medievais do padroeiro espanhol Santiago Matamoros perseguindo muçulmanos e causou tanta indignação que Filipe a removeu e destruiu.
Em 1572, um proeminente membro exilado da aristocracia holandesa, Guilherme I, Príncipe de Orange, invadiu os Países Baixos com um exército protestante, mas só conseguiu manter duas províncias, a Holanda e a Zelândia. Por causa da derrota espanhola no cerco de Alkmaar (1573), liderada por seu filho igualmente brutal Fadrique, Alba renunciou ao seu comando, substituído por Luis de Requesens. Alba se gabava de ter queimado ou executado 18,6 mil pessoas na Holanda, além do número muito maior que ele massacrou durante a guerra, muitas delas mulheres e crianças; 8 mil pessoas foram queimadas ou enforcadas em um ano, e o número total de vítimas flamengas de Alba não pode ter ficado aquém de 50 mil.

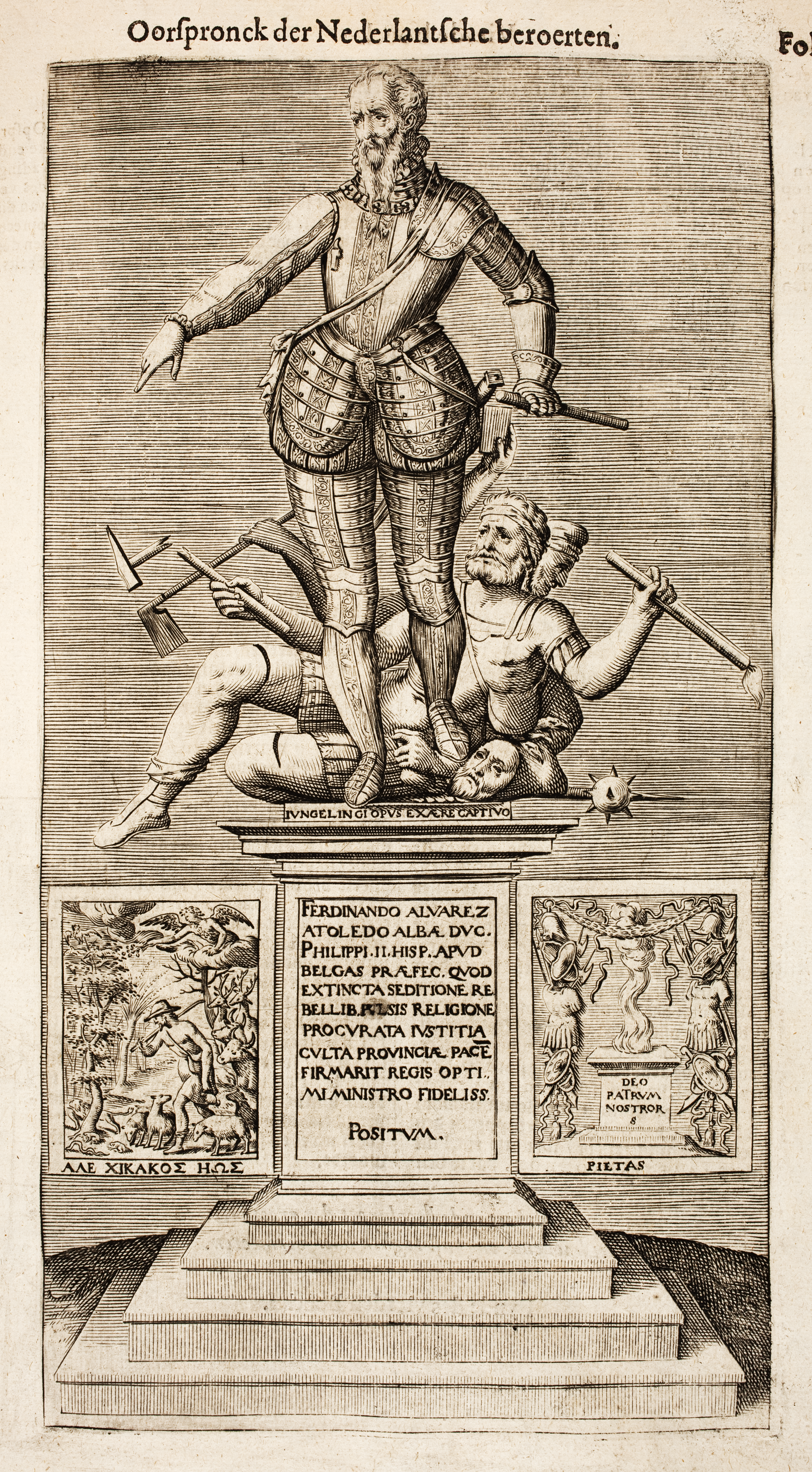
Gravura da estátua de Fernando Álvarez de Toledo em Antuérpia por Jacques Jonghelinck

Sob Requesens, o Exército de Flandres atingiu uma força máxima de 86 mil em 1574 e manteve sua superioridade no campo de batalha, destruindo o exército mercenário alemão de Luís de Nassau na Batalha de Mookerheyde em 14 de abril de 1574, matando-o e seu irmão Henrique de Nassau-Dillenburg.
A inflação galopante e a perda de frotas de tesouros do Novo Mundo impediram Filipe de pagar seus soldados de forma consistente, levando à chamada Fúria Espanhola em Antuérpia em 1576, onde soldados correram descontroladamente pelas ruas, queimando mais de 1 mil casas e matando 6 mil cidadãos. Filipe enviou Alexandre Farnésio, duque de Parma, como governador-geral dos Países Baixos Espanhóis de 1578 a 1592. Farnésio derrotou os rebeldes em 1578 na Batalha de Gembloux e capturou muitas cidades rebeldes no sul: Maastricht (1579), Tournai (1581), Oudenaarde (1582), Dunquerque (1583), Bruges (1584), Gante (1584) e Antuérpia (1585).
Os Estados Gerais das províncias do norte, unidos na União de Utrecht em 1579, aprovaram um Ato de Abjuração declarando que não mais reconheciam Filipe como seu rei. O sul da Holanda (hoje Bélgica e Luxemburgo) permaneceu sob domínio espanhol. Em 1584, Guilherme, o Silencioso, foi assassinado por Balthasar Gérard, depois que Filipe ofereceu uma recompensa de 25 mil coroas a quem o matou, chamando-o de "uma praga de todo o cristianismo e o inimigo da raça humana". As forças holandesas continuaram a lutar com o filho de Orange, Maurício de Nassau, que recebeu ajuda modesta da rainha da Inglaterra em 1585. Os holandeses obtiveram vantagem sobre os espanhóis por causa de sua crescente força econômica, em contraste com os crescentes problemas económicos de Filipe. A guerra terminou em 1648, quando a República Holandesa foi reconhecida pela Coroa Espanhola como independente. As oito décadas de guerra tiveram um enorme custo humano, com cerca de 600 mil a 700 mil vítimas, das quais 350 a 400 mil eram civis mortas por doenças e o que mais tarde seria considerado crime de guerra.

## Coroa de Portugal
Um dos seus triunfos políticos foi obter a União Ibérica, fazendo valer seus direitos de sucessão em 1581 nas Cortes de Tomar, que tiveram lugar no Convento de Cristo. A política matrimonial prévia das dinastias reinantes facilitara esta união.
Depois da morte do rei D. Sebastião na Batalha de Alcácer-Quibir, ao ser aclamado rei o cardeal D. Henrique, decrépito, investiu os meios e dinheiro para ganhar ao seu partido a corte de Portugal.
Sete pretendentes disputavam a posse do reino quando morreu o rei em 1580, mas apenas cinco baseavam as suas pretensões em fundamentos aceitáveis:
- D. Catarina de Portugal, duquesa de Bragança, filha legítima do infante D. Duarte de Portugal;
- D. Filipe II filho da primogênita do rei D. Manuel, com seu marido Carlos V;
- Emanuel Felisberto, Duque de Saboia, duque de Saboia, filho da infanta Beatriz de Portugal (filha do mesmo rei D. Manuel) e de seu esposo, Carlos III de Saboia;
- António, prior do Crato, filho do infante D. Luís, sendo este filho do mesmo rei D. Manuel;
- Rainúncio I Farnésio, duque de Parma, neto por parte de mãe do infante D. Duarte, filho do mesmo rei D. Manuel.

Os que menos direito mostravam eram Catarina de Médici, rainha da França, que reclamou descendência de D. Afonso III e da sua primeira esposa a condessa Matilde da Bolonha, e o papa, herdeiro natural dos cardeais, que entendia portanto dever usufruir o reino que um cardeal governava assim como podia usufruir uma quinta de que fora possuidor. Dos cinco que apresentavam títulos valiosos, só três disputavam seriamente a coroa: Filipe II, o prior do Crato e a duquesa de Bragança.
O reino de Portugal ficara entregue a cinco governadores dependentes dos Habsburgos, os quais hesitavam em reconhecer Filipe como rei. Este se dispôs a conquistar Portugal pelas armas. O prior do Crato se fizera aclamar em Santarém, mas dispunha de poucas tropas. Filipe reuniu exército, entregou-o ao Duque de Alba; confiou ao Marquês de Santa Cruz o comando da esquadra, e conservou-se próximo da fronteira de Badajoz. Alba marchou sobre Setúbal; conquistando o Alentejo, atravessou para Cascais na esquadra do Marquês de Santa Cruz, marchou sobre Lisboa, derrotou o prior do Crato na Batalha de Alcântara a 4 de agosto de 1580, perseguiu-o até à província do Minho, e preparou enfim o reino para receber a visita do seu novo soberano.
Filipe procurou não intervir demasiado na política interna de Portugal e entregou o governo do país a um homem da sua confiança, o Duque de Alba. Além de ser filho de mãe portuguesa, Filipe fora educado por cortesões portugueses durante os primeiros anos da sua vida. A 9 de dezembro de 1580, Filipe atravessou a fronteira e entrou em Elvas, onde se demorou dois meses recebendo os cumprimentos dos novos súditos. Um dos primeiros que o vieram saudar foi o duque de Bragança. A 23 de fevereiro de 1581, o rei saiu de Elvas, atravessou triunfante e demoradamente o país, e a 16 de março de 1581 entrou em Tomar, onde convocara cortes. Distribuiu recompensas, ordenou suplícios e confiscos, e recebeu a notícia de que todas as colônias haviam reconhecido a sua soberania, exceptuando a Ilha Terceira, onde se arvorara a bandeira do prior do Crato. Foi jurado rei de Portugal a 16 de abril de 1581.
Nas cortes, prometeu respeitar os foros e as isenções e nunca dar para governador ao país senão um português ou um membro da Família Real. Expediu de Lisboa tropas que subjugaram a Ilha Terceira, em que D. Antônio fora auxiliado pela França, e partiu para Espanha depois da vitória naval de Vila Franca, em que o Marquês de Santa Cruz destroçou a esquadra francesa em 26 de julho de 1582, obtendo a submissão da ilha. Nomeando para vice-rei de Portugal seu sobrinho, o cardeal-arquiduque Alberto da Áustria, e depois lhe ter agregado um conselho de governo e de ter nomeado os membros do conselho de Portugal, partiu finalmente a 11 de fevereiro de 1583.
No Brasil português, a "Cidade Real de Nossa Senhora das Neves", fundada em 1585 e hoje denominada João Pessoa, capital do Estado da Paraíba, em 1588 adquiriu o nome de "Filipeia de Nossa Senhora das Neves", em homenagem ao rei Filipe II.

## Relações com a Inglaterra e a Irlanda

### Rei da Inglaterra e Irlanda

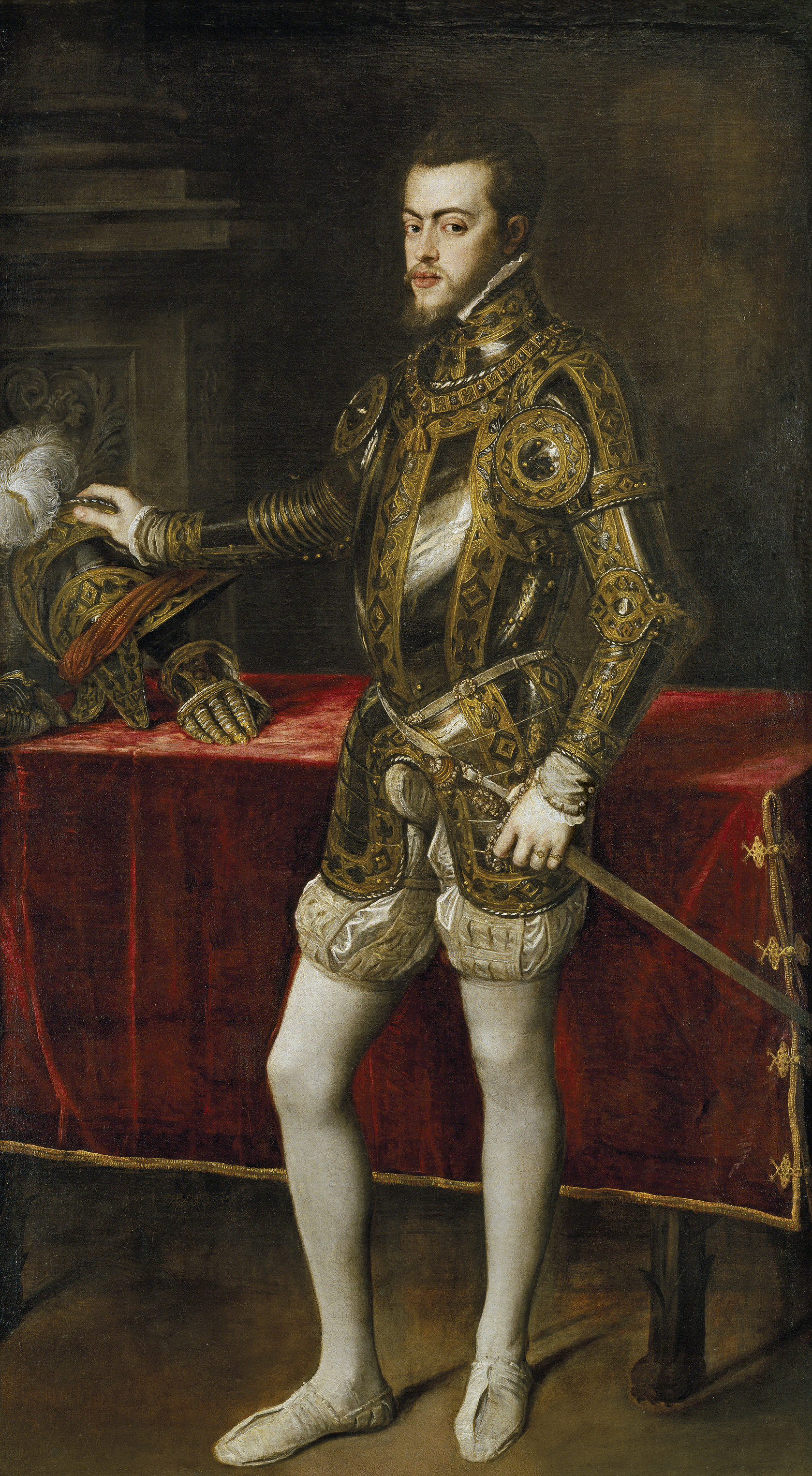
Filipe II retratado por Ticiano

O pai de Filipe arranjou seu casamento com a rainha Maria I da Inglaterra de 37 anos, prima materno de Carlos V. Seu pai cedeu a coroa de Nápoles, bem como sua reivindicação ao Reino de Jerusalém, a ele. O casamento deles na Catedral de Winchester, em 25 de julho de 1554, ocorreu apenas dois dias após o primeiro encontro. A visão de Filipe sobre o caso era inteiramente política. Lorde Chanceler Gardiner e a Câmara dos Comuns pediram a Maria que considerasse se casar com um inglês, preferindo Edward Courtenay.
Nos termos da Lei do Casamento da Rainha Maria com Filipe da Espanha, Filipe deveria gozar dos títulos e honras de Maria I pelo tempo que o casamento durasse. Todos os documentos oficiais, incluindo os Atos do Parlamento, deveriam ser datados com ambos os nomes, e o Parlamento deveria ser chamado sob a autoridade conjunta do casal. As moedas também deveriam mostrar as cabeças de Maria e Filipe. O tratado de casamento também previa que a Inglaterra não seria obrigada a fornecer apoio militar ao pai de Filipe em nenhuma guerra. O Conselho Privado instruiu que Filipe e Maria deveriam ser signatários conjuntos de documentos reais, e isso foi promulgado por uma Lei do Parlamento, que lhe deu o título de rei e declarou que ele "deve ajudar sua Alteza… na feliz administração de reinos e domínios de sua Graça". Em outras palavras, Filipe deveria co-reinar com sua esposa. Como o novo rei da Inglaterra não sabia ler inglês, foi ordenado que se anotasse todas as questões de estado em latim ou espanhol.
Atos que tornaram alta traição negar a autoridade real de Filipe foram aprovados na Irlanda e na Inglaterra. Ele e Maria apareceram juntos em moedas, com uma única coroa suspensa entre eles como um símbolo do reinado conjunto. O Grande Selo mostra Filipe e Maria sentados nos tronos, segurando a coroa unida. O brasão de armas da Inglaterra foi empalado com o de Filipe para denotar seu reinado conjunto. Durante seu reinado conjunto, eles travaram uma guerra contra a França, que resultou na perda de Calais, a última posse restante da Inglaterra na França.

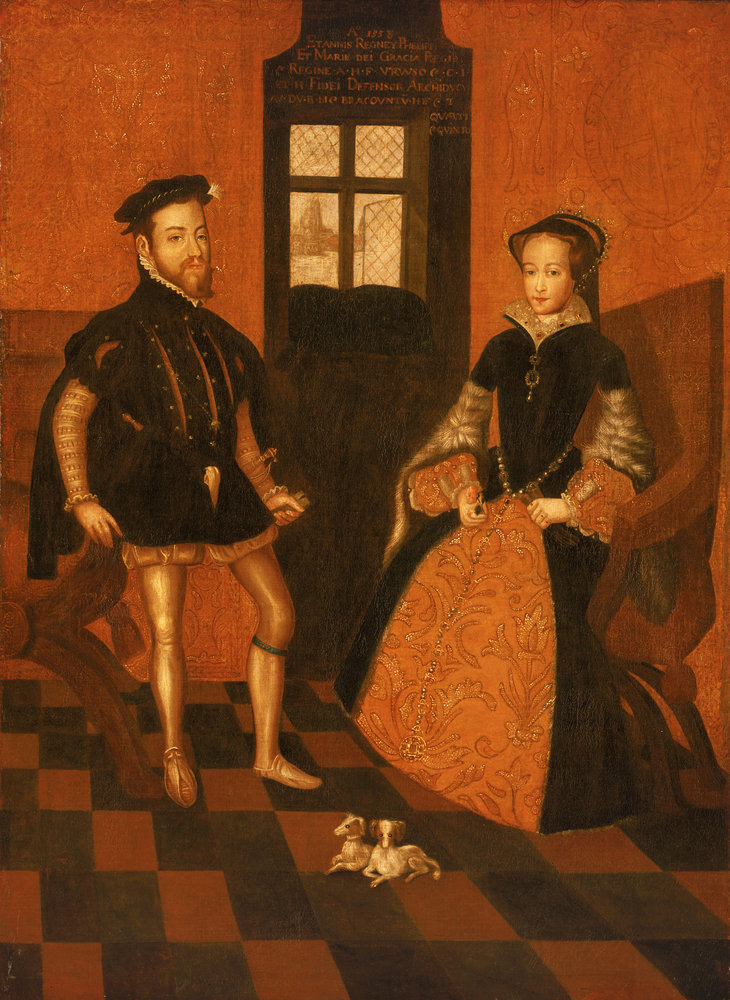
Filipe I e Maria Tudor, 1558

A esposa de Filipe havia conseguido o Reino da Irlanda, mas o título de rei da Irlanda foi criado em 1542 por Henrique VIII depois que ele foi excomungado e, portanto, não foi reconhecido pelos monarcas católicos. Em 1555, o papa Paulo IV retificou isso emitindo uma bula papal reconhecendo Filipe e Maria como legítimos rei e rainha da Irlanda. O título real conjunto do casal depois que Filipe subiu ao trono espanhol em 1556 foi: Filipe e Maria, pela Graça de Deus Rei e Rainha da Inglaterra, Espanha, França, Jerusalém, Sicília e Irlanda, Defensores da Fé, Arquiduques da Áustria, Duques da Borgonha, Milão e Brabante, Condes de Habsburgo, Flandres e Tirol.
No entanto, o casal não teve filhos. Maria morreu em 1558 antes que o casal pudesse revitalizar a Igreja Católica Romana na Inglaterra. Com a morte dela, Filipe perdeu seus direitos ao trono inglês (incluindo as antigas reivindicações inglesas ao trono francês) e deixou de ser rei da Inglaterra, Irlanda e (como reivindicada por eles) França.
O bisneto de Filipe, Filipe I, duque de Orléans, casou-se com a princesa Henrietta da Inglaterra em 1661; em 1807, a reivindicação jacobita do trono britânico passou para os descendentes de sua filha Ana Maria d'Orléans.

### Após a morte de Maria I
Ver Também: Guerra Anglo-Espanhola (1585-1604)
Após a morte de Maria, o trono foi para Isabel I. Filipe não desejava cortar sua ligação com a Inglaterra e enviou uma proposta de casamento a Isabel. No entanto, ela demorou em responder e, nesse período, soube que Filipe também estava considerando uma aliança com Valois. Isabel I era a filha protestante de Henrique VIII e Ana Bolena. Essa união foi considerada ilegítima pelos católicos ingleses, que contestaram a validade da anulação do casamento de Henrique com Catarina de Aragão e de seu subsequente casamento com Bolena, e, portanto, alegaram que Maria, rainha dos escoceses, bisneta católica de Henrique VII, era a herdeira legítima do trono.

Os domínios de Filipe na Europa em 1581

Por muitos anos, Filipe manteve a paz com a Inglaterra e até defendeu Isabel da ameaça de excomunhão do papa. Esta foi uma medida tomada para preservar um equilíbrio de poder europeu. Por fim, Isabel aliou a Inglaterra aos rebeldes protestantes na Holanda. Além disso, os navios ingleses começaram uma política de pirataria contra o comércio espanhol e ameaçaram saquear os grandes navios de tesouro espanhóis vindos do novo mundo. Os navios ingleses chegaram ao ponto de atacar um porto espanhol. A última gota para Filipe foi o Tratado de Nonsuch assinado por Isabel em 1585 — prometendo tropas e suprimentos para os rebeldes holandeses. Embora se possa argumentar que essa ação inglesa foi o resultado do Tratado de Joinville de Filipe com a Liga Católica da França, o rei espanhol considerou a ação da Inglaterra como um ato de guerra.
A execução de Maria, rainha da Escócia, em 1587, encerrou as esperanças de Filipe de colocar um católico no trono inglês. Ele se voltou para planos mais diretos de invadir a Inglaterra e devolver o país ao catolicismo. Em 1588, ele enviou uma frota, a Armada Espanhola, para se encontrar com o exército do duque de Parma e transportá-lo através do Canal da Mancha. No entanto, a operação teve poucas chances de sucesso desde o início, devido a longos atrasos, falta de comunicação entre Filipe II e seus dois comandantes e falta de uma baía profunda para a frota. No momento do ataque, uma tempestade atingiu o Canal da Mancha, já conhecido por suas fortes correntes e águas agitadas, que devastaram grande número da frota espanhola. Houve uma batalha fortemente travada contra a Marinha Real Inglesa; não foi de forma alguma um massacre (apenas 1 navio espanhol foi afundado), mas os espanhóis foram forçados a recuar, e a esmagadora maioria da Armada foi destruída pelo mau tempo. Embora a Marinha Real Inglesa não tenha destruído a Armada na Batalha de Gravelines, eles a impediram de se ligar ao exército que deveria transportar através do canal. Assim, embora a Marinha Real Inglesa possa ter conquistado apenas uma leve vitória tática sobre os espanhóis, ela teve uma importante vitória estratégica — impedindo a invasão da Inglaterra. Durante uma semana de luta, os espanhóis gastaram 100 mil balas de canhão, mas nenhum navio inglês ficou seriamente danificado. No entanto, mais de 7 mil marinheiros ingleses morreram de doenças durante o tempo em que a Armada estava na água inglesa.
A derrota da Armada Espanhola deu grande ânimo à causa protestante em toda a Europa. A tempestade que esmagou a Armada foi vista por muitos inimigos de Filipe como um sinal da vontade de Deus. Muitos espanhóis culparam o almirante da Armada por seu fracasso, mas Filipe, apesar da queixa de ter enviado seus navios para combater os ingleses, não os elementos, não estava entre eles. Um ano depois, ele comentou:
É impiedade e quase blasfêmia presumir conhecer a vontade de Deus. Vem do pecado do orgulho. Até os reis, irmão Nicolau, devem submeter-se a serem usados pela vontade de Deus sem saber o que é. Eles nunca devem procurar usá-lo.— Filipe II
Uma medida do caráter de Filipe pode ser obtida pelo fato de que ele pessoalmente cuidou de que os homens feridos da Armada fossem tratados e recebessem pensões, e que as famílias dos que morreram foram compensadas por sua perda, o que era altamente incomum para o tempo.
Embora a invasão tenha sido evitada, a Inglaterra não conseguiu tirar vantagem desse sucesso. Uma tentativa de usar sua nova vantagem no mar com uma contra-armada no ano seguinte fracassou desastrosamente, com 40 navios afundados e 15 mil homens perdidos. Da mesma forma, o bucaneiro inglês e as tentativas de conquistar territórios no Caribe foram derrotados pela marinha reconstruída da Espanha e suas redes de inteligência aprimoradas (embora Cádis tenha sido capturada por uma força anglo-holandesa após uma tentativa fracassada de capturar a frota do tesouro). Os Habsburgos também revidaram com os Dunkirkers, que cobraram um preço cada vez maior dos navios holandeses e ingleses.
Eventualmente, os espanhóis tentaram mais duas Armadas, em outubro de 1596 e outubro de 1597. A Armada de 1596 foi destruída em uma tempestade no norte da Espanha; havia perdido 72 de seus 126 navios e sofreu 3 mil mortes. A Armada de 1597 foi frustrada pelo clima adverso ao se aproximar da costa inglesa sem ser detectada. Essa guerra anglo-espanhola (1585-1604) seria travada para um fim árduo, mas não até Felipe II (m. 1598) e Isabel I (m. 1603) estarem mortos. Alguns dos combates foram realizados em terra na Irlanda, França e Holanda, com os ingleses enviando forças expedicionárias para a França e a Holanda para combater a Espanha, e a Espanha tentando ajudar as rebeliões irlandesas na Irlanda.

## Morte
Filipe II morreu em El Escorial, perto de Madri, em 13 de setembro de 1598, de câncer. Ele foi sucedido por seu filho de 20 anos, Filipe III.

## Legado

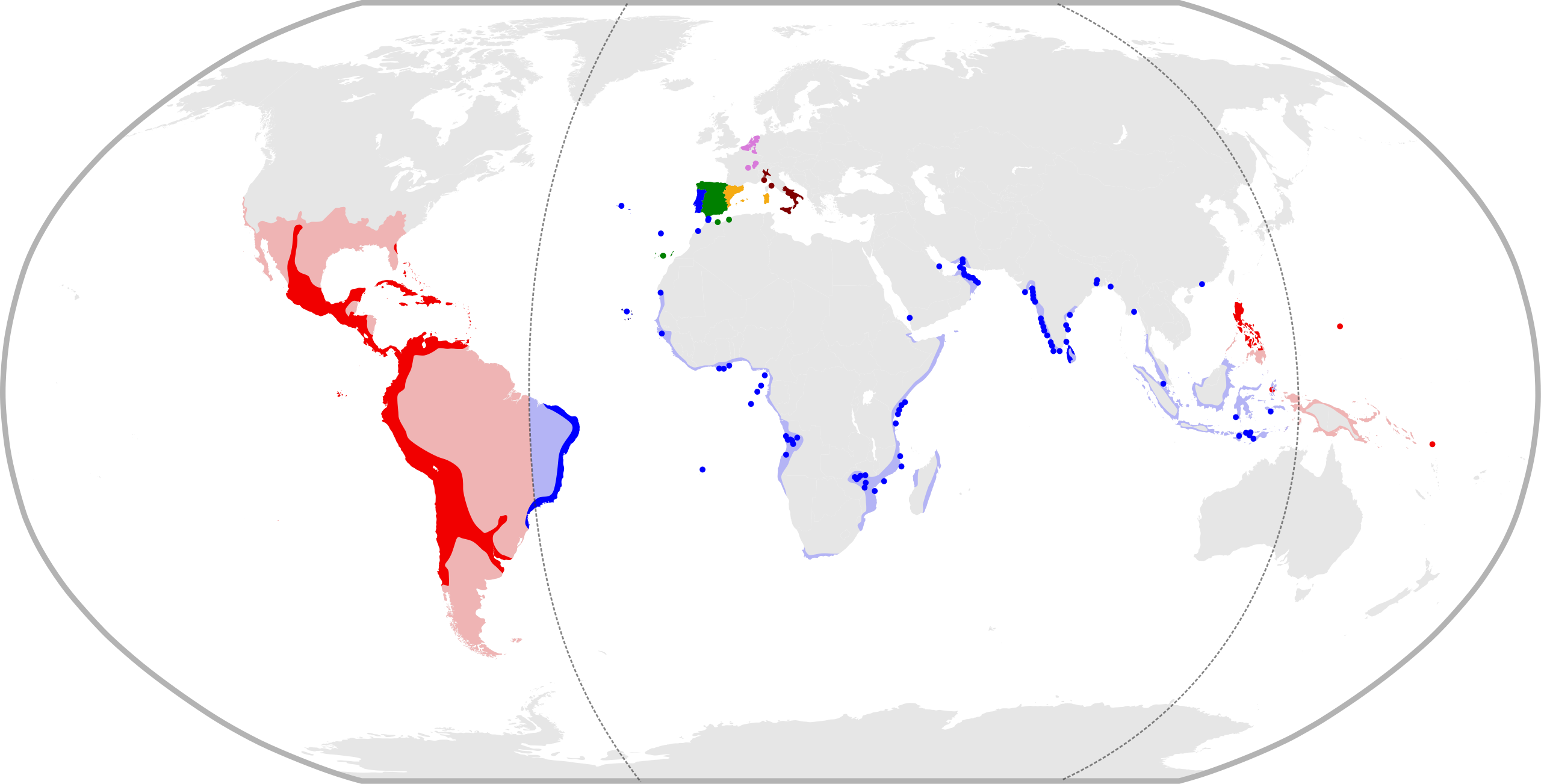
Os domínios de Filipe em 1598

Sob Felipe II, a Espanha atingiu o pico de seu poder. No entanto, apesar das grandes e crescentes quantidades de ouro e prata que fluíam para seus cofres das minas americanas, as riquezas do comércio português de especiarias e o apoio entusiástico dos domínios de Habsburgo para a Contrarreforma, ele nunca conseguiu suprimir o protestantismo ou derrotar a rebelião holandesa. No início de seu reinado, os holandeses poderiam ter largado suas armas se ele desistisse de tentar reprimir o protestantismo, mas sua devoção ao catolicismo não lhe permitiria fazê-lo. Ele era um católico devoto e exibia o típico desdém do século XVI pela heterodoxia religiosa; ele disse: "Antes de sofrer o menor dano à religião a serviço de Deus, eu perderia todas as minhas propriedades e cem vidas, se as tivesse, porque não desejo nem desejo ser o governante dos hereges".
Enquanto ele se esforçava para reforçar a ortodoxia católica através da intensificação da Inquisição, os estudantes foram impedidos de estudar em outros lugares e os livros impressos por espanhóis fora do reino foram proibidos. Até um clérigo altamente respeitado como o arcebispo Carranza de Toledo foi preso pela Inquisição por 17 anos, por publicar ideias que pareciam simpatizantes com o protestantismo. Essa aplicação estrita da crença ortodoxa foi bem-sucedida e a Espanha evitou os conflitos de inspiração religiosa destruindo outros domínios europeus.
A escola de Salamanca floresceu sob seu reinado. Martín de Azpilcueta, altamente homenageado em Roma por vários papas e considerado um oráculo da aprendizagem, publicou seu Manuale sive Enchiridion Confessariorum et Poenitentium (Roma, 1568), um texto clássico nas escolas e na prática eclesiástica.
Francisco Suárez, geralmente considerado como o maior escolástico depois de Tomás de Aquino e considerado durante sua vida o maior filósofo e teólogo vivo, estava escrevendo e dando palestras, não apenas na Espanha, mas também em Roma (1580-1585), onde o Papa Gregório XIII participou a primeira palestra que ele deu. Luis de Molina publicou sua De liberi arbitrii cum gratiae donis, divina praescientia, praedestinatione et reprobatione concordia (1588), na qual ele apresentou a doutrina que tentava reconciliar a onisciência de Deus com o livre arbítrio humano que passou a ser conhecido como molinismo, contribuindo assim ao que foi um dos mais importantes debates intelectuais da época; O molinismo tornou-se a doutrina jesuíta de fato sobre esses assuntos, e ainda hoje é defendido por William Lane Craig e Alvin Plantinga, entre outros.
Como Filipe II foi o monarca europeu mais poderoso em uma era de guerra e conflito religioso, avaliar tanto seu reinado quanto o próprio homem se tornou um assunto histórico controverso. Mesmo antes de sua morte em 1598, seus apoiadores começaram a apresentá-lo como um cavalheiro arquetípico, cheio de piedade e virtudes cristãs, enquanto seus inimigos o descreviam como um monstro fanático e despótico, responsável por crueldades desumanas e barbárie. Essa dicotomia, desenvolvida posteriormente nas chamadas Lenda Negra Espanhola e Lenda Branca, foi ajudada pelo próprio rei Filipe. Ele proibiu que qualquer relato biográfico de sua vida fosse publicado enquanto ele estivesse vivo e ordenou que toda a sua correspondência privada fosse queimada pouco antes de morrer. Além disso, Filipe nada fez para se defender depois de ser traído por seu ambicioso secretário Antonio Pérez, que publicou calúnias incríveis contra seu antigo mestre; isso permitiu que os contos de Perez se espalhassem por toda a Europa sem contestação. Dessa maneira, a imagem popular do rei que sobrevive até hoje foi criada na véspera de sua morte, numa época em que muitos príncipes e líderes religiosos europeus se voltaram contra a Espanha como um pilar da Contra-Reforma. Isso significa que muitas histórias retratam Filipe de pontos de vista profundamente preconceituosos, geralmente negativos.

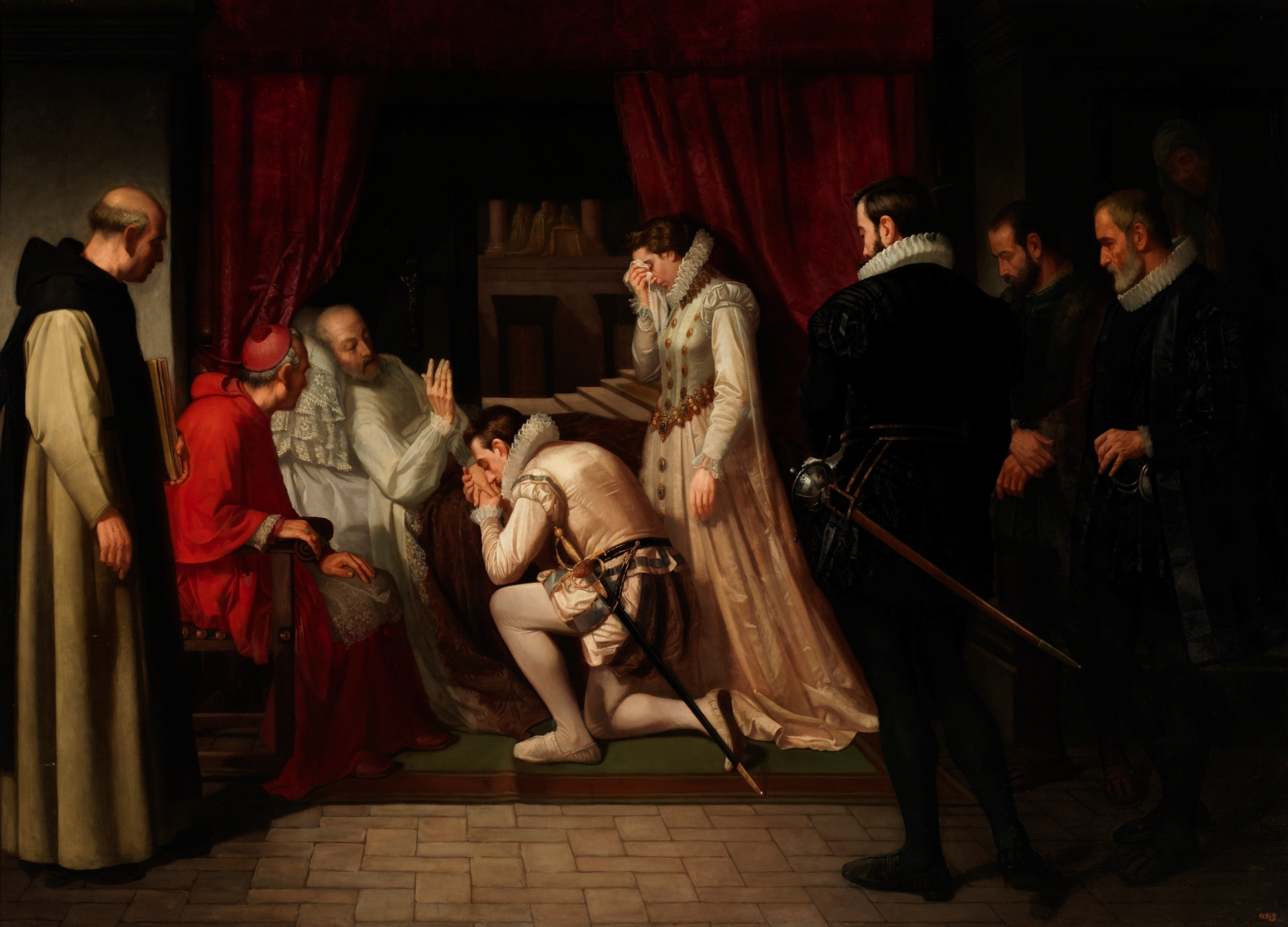
Os últimos momentos de Filipe II, por Francisco Jover y Casanova. Segurando sua mão está o seu filho Filipe, futuro e ao seu lado está a sua irmã Isabel Clara Eugênia

No entanto, alguns historiadores classificam essa análise anti-espanhola como parte da Lenda Negra. Em um exemplo mais recente da cultura popular, o retrato de Filipe II em Fire Over England (1937) não é totalmente antipático; ele é mostrado como um governante muito trabalhador, inteligente, religioso e um tanto paranoico cuja principal preocupação é seu país, mas que não tinha entendimento dos ingleses, apesar de sua antiga co-monarquia lá.
Mesmo em países que permaneceram católicos, principalmente na França e nos estados italianos, o medo e a inveja do sucesso e do domínio espanhol criaram uma ampla receptividade às piores descrições possíveis de Filipe II. Embora tenham sido feitos alguns esforços para separar a lenda da realidade, essa tarefa se mostrou extremamente difícil, uma vez que muitos preconceitos estão enraizados na herança cultural dos países europeus. Os historiadores de língua espanhola tendem a avaliar suas realizações políticas e militares, às vezes evitando deliberadamente questões como a morno do rei (ou mesmo o apoio) ao fanatismo católico. Os historiadores de língua inglesa tendem a mostrar Filipe II como um monstro fanático, despótico, criminoso, imperialista, minimizando suas vitórias militares ( Batalha de Lepanto, Batalha de São Quentin etc.) em meras anedotas e ampliando suas derrotas (principalmente a da Invencível Armada), embora na época essas derrotas não resultassem em grandes mudanças políticas ou militares no equilíbrio de poder na Europa. Além disso, observou-se que a avaliação objetiva do reinado de Filipe exigiria uma reanálise do reinado de seus maiores oponentes, a rainha Isabel I da Inglaterra e o holandês Guilherme, o Taciturno, que são popularmente considerados grandes heróis em seus países de origem; se Filipe II fosse mostrado ao público inglês ou holandês sob uma luz mais favorável, Isabel e Guilherme perderiam seu inimigo fanático de sangue frio, diminuindo assim suas próprias realizações patrióticas.
O reinado de Filipe II dificilmente pode ser caracterizado por seus fracassos. Ele terminou as ambições francesas de Valois na Itália e provocou a ascensão dos Habsburgos na Europa. Ele iniciou assentamentos nas Filipinas, que receberam seu nome e estabeleceu a primeira rota comercial transpacífica entre a América e a Ásia. Ele garantiu o reino e o império portugueses. Conseguiu aumentar a importação de prata em face de corsários ingleses, holandeses e franceses, superando várias crises financeiras e consolidando o império estrangeiro da Espanha. Embora os confrontos estivessem em andamento, ele terminou com a maior ameaça à Europa pela marinha otomana.

## O caso da princesa de Éboli
A princesa de Éboli, Ana Mendoza y de La Cerda nascera na província de Guadalajara em 1540, filha única de Diego de Mendoza, Príncipe de Melito e Duque de Francavila, com Catarina da Silva, irmã do Conde de Cienfuentes. Bisneta do cardeal Mendoza, aos nove anos foi casada com Rui Gomes da Silva, feito príncipe de Éboli, que tinha já 32 anos. O casamento foi consumado quatro anos mais tarde, quando a noiva completou 13 anos. Viveram juntos na corte até 1573, quando morreu o marido.
Rui chegara como menino ou pajem da rainha Isabel de Portugal e passou a pajem do infante Filipe, ficando bons amigos. Foi secretário pessoal do rei, sumiller de Corps, conselheiro de Estado e de Guerra, intendente da Fazenda, primeiro mordomo do príncipe Dom Carlos. Cheio de comedimento e nobreza, chegou a Grande de Espanha. Dos 11 filhos, sobreviveram cinco: dois militares (pensa-se que o primogênito, Rodrigo, soldado em Portugal e Flandres, poderia ser filho do rei), um poeta, um eclesiástico que chegou a arcebispo de Granada e de Saragoça, uma monja.
A viúva entrou com a filha e vasta servidão para o mosteiro carmelita de Pastrana, fundado por Santa Teresa de Ávila com fundos seus (Teresa fundara também um mosteiro masculino). A intervenção do rei conseguiu afastar a nova reclusa. Em 1576 na corte, amante do rei, fora também amante de Antonio Pérez, o jovem secretário de Estado, enigmático personagem protegido por Éboli (com suspeitas de homossexualidade aprendida na Itália por Pérez[carece de fontes?]), que era secretário do rei. Seria talvez amante de Juan de Escobedo, o secretário de dom João de Áustria, que vinha da nobreza mediana da Cantábria.
Em 28 de julho de 1579, Filipe II ordenou a prisão de ambos. Pérez fugiu para Aragão e salvou-se. Ana, acusada de malversar o seu património, foi presa na Torre de Pinto, nos arredores de Madrid, e depois transferida para o Castelo de Santorcaz. Em 1581 seria desterrada no seu Palácio de Pastrana, sem a tutela dos filhos, e ali morreu em 1591.

## Casamentos e descendência

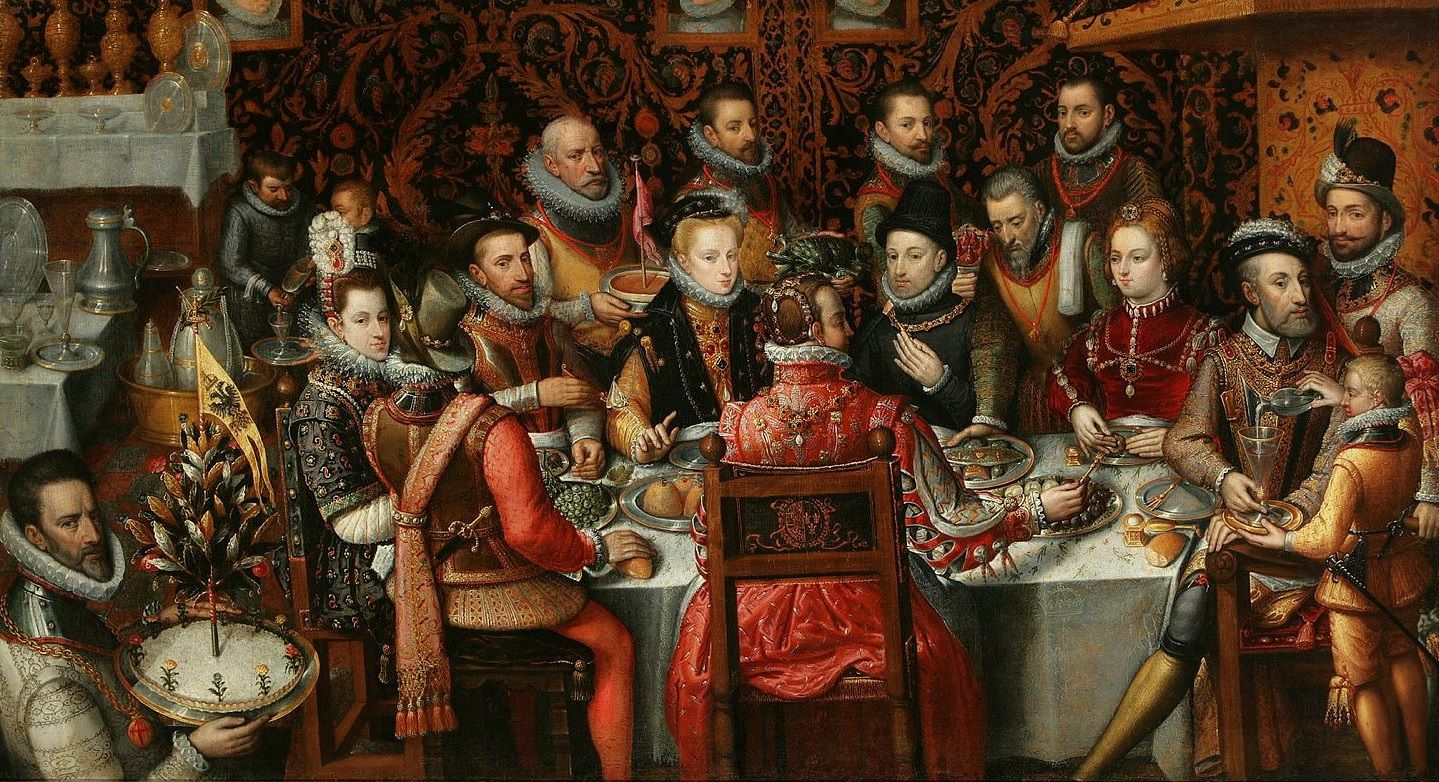
Filipe e sua sobrinha Ana banquetes com a família e cortesãos, por Alonso Sánchez Coello

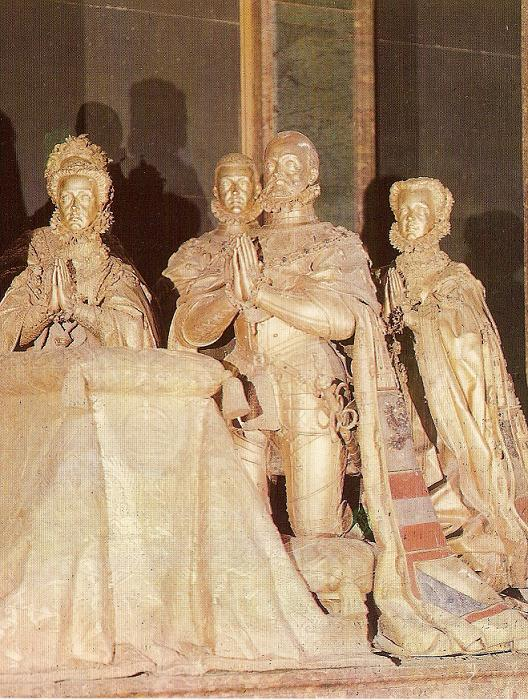
Cenotáfio de Filipe e três de suas quatro esposas no Escorial

Filipe foi casado quatro vezes e teve filhos com três de suas esposas:
A primeira esposa de Filipe foi sua prima em primeiro grau, Maria Manuela de Portugal. Era filha do tio materno de Filipe, João III de Portugal, e tia paterna, Catarina de Áustria. Eles se casaram em Salamanca em 12 de novembro de 1543. O casamento produziu um filho em 1545. Maria Manuela morreu 4 dias após o parto, devido a hemorragia:
1. Carlos, Príncipe das Astúrias (8 de julho de 1545 - 24 de julho de 1568), morreu solteiro e sem descendência.

A segunda esposa de Filipe foi sua prima em primeiro grau, a rainha Maria I de Inglaterra. O casamento, que ocorreu em 25 de julho de 1554 na Catedral de Winchester, foi político. Por esse casamento, Filipe tornou-se jure uxoris rei da Inglaterra e da Irlanda, embora o casal se separasse mais do que junto ao governar seus respectivos países. O casamento não teve filhos, embora tenha havido duas gravidezes psicológicas, e Maria morreu em 1558, terminando o reinado de Filipe na Inglaterra e na Irlanda. Após a morte de sua segunda esposa, Filipe teria pedido sua cunhada Isabel I em casamento, recebendo uma negativa.[carece de fontes?]
A terceira esposa de Filipe foi Isabel de Valois, a filha mais velha de Henrique II de França e Catarina de Médici. A cerimônia original foi conduzida por procuração (o duque de Alba em substituição de Filipe) em Notre Dame antes da partida de Isabel da França. A cerimônia real foi realizada em Guadalajara após sua chegada à Espanha. Durante o casamento (1559–1568), eles conceberam cinco filhas, embora apenas duas das meninas tenham sobrevivido. Isabel morreu algumas horas após a perda de sua última filha. As filhas deles foram:
1. Aborto espontâneo (agosto de 1564), gêmeas;
2. Isabel Clara Eugênia (12 de agosto de 1566 - 1 de dezembro de 1633), casou-se com Alberto VII de Áustria, sem descendência sobrevivente;
3. Catarina Micaela (10 de outubro de 1567 - 6 de novembro de 1597), casou-se com Carlos Emanuel I, Duque de Saboia, com descendência;
4. Joana (3 de outubro de 1568), morreu poucas horas após o parto.

A quarta e última esposa de Filipe era sua sobrinha, Ana da Áustria. Pelos relatos contemporâneos, esse foi um casamento satisfatório (1570–1580) para Filipe e Ana. Este casamento produziu quatro filhos e uma filha. Ana morreu de insuficiência cardíaca 8 meses depois de dar à luz Maria em 1580. Seus filhos eram:
1. Fernando, Príncipe das Astúrias (4 de dezembro de 1571 - 18 de outubro de 1578), morreu na infância;
2. Carlos Lourenço (12 de agosto de 1573 - 30 de junho de 1575), morreu na infância;
3. Diego, Príncipe das Astúrias (15 de agosto de 1575 - 21 de novembro de 1582), morreu na infância;
4. Filipe III de Espanha (14 de abril de 1578 - 31 de março de 1621), sucedeu seu pai, o único filho a viver até a idade adulta. Casou-se com Margarida da Áustria, com descendência;
5. Maria (14 de fevereiro de 1580 - 5 de agosto de 1583), morreu na infância.